# Liste griechischer Phrasen/Alpha

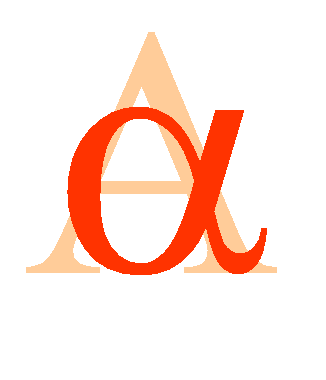
Alpha

## Ἀγαπᾶτε τοὺς ἐχθροὺς ὑμῶν.
Ἀγαπᾶτε τοὺς ἐχθροὺς ὑμῶν.
Agapate tous echthrous hymōn.
„Liebet eure Feinde!“
Gebot der Feindesliebe nach dem Neuen Testament. Es erscheint jeweils im Rahmen einer Texteinheit, die zur Bergrede (Mt 5-7 ) oder Feldrede (Lk 6 ) gehört:
- Evangelium nach Matthäus (5,43-48 EU): „44 Ich aber sage euch: Liebet eure Feinde, segnet, die euch verfluchen, tut Gutes denen, die euch hassen, bittet für die, die euch beleidigen und verfolgen, 45 damit ihr Söhne eures Vaters im Himmel werdet; denn er lässt seine Sonne aufgehen über Bösen und Guten, und er lässt regnen über Gerechte und Ungerechte.“
- Evangelium nach Lukas (6,27.32-36 EU): „27 Euch, die ihr mir zuhört, sage ich: Liebt eure Feinde und betet für die, die euch verfolgen: So werdet Ihr Kinder eures Vaters im Himmel sein.“

## Ἀγεωμέτρητος μηδεὶς εἰσίτω.
Ἀγεωμέτρητος μηδεὶς εἰσίτω.
Ageōmetrētos mēdeis eisitō.
„Ohne Kenntnis der Geometrie soll keiner eintreten.“
Angebliche Inschrift über dem Eingang von Platons Akademie nach dem Zeugnis der Neuplatoniker. Platon legte Wert darauf, dass seine Schüler Geometrie studierten, weil gerade die Geometrie den Zugang zum „Reich der Ideen“ zu eröffnen schien, denn die Geometrie behandelte für ihn nicht nur „reale“ Dreiecke, Vierecke oder Kreise et cetera – sondern darüber hinaus Ideale, gedachten Figuren. Geometrie war ihm wichtig, weil er damit verdeutlichen wollte, dass es seinen Ideen-Himmel wirklich geben musste.
Der Unterricht in Platons Akademie war kostenlos und die Schulmitglieder verstanden sich als Lebensgemeinschaft. Hierin und in der starken Betonung der Mathematik zeigte sich wohl pythagoreischer Einfluss; Platon hatte in Unteritalien das pythagoreische Konzept einer Studien- und Lebensgemeinschaft kennengelernt, das er dann in Athen umsetzte.
Platons Akademie wird in Raffaels Fresco Die Schule von Athen dargestellt, das sie als Ursprung der europäischen Kultur verherrlicht.

## Άγιον Όρος
Άγιον Όρος
Agion Oros
„Heiliger Berg“

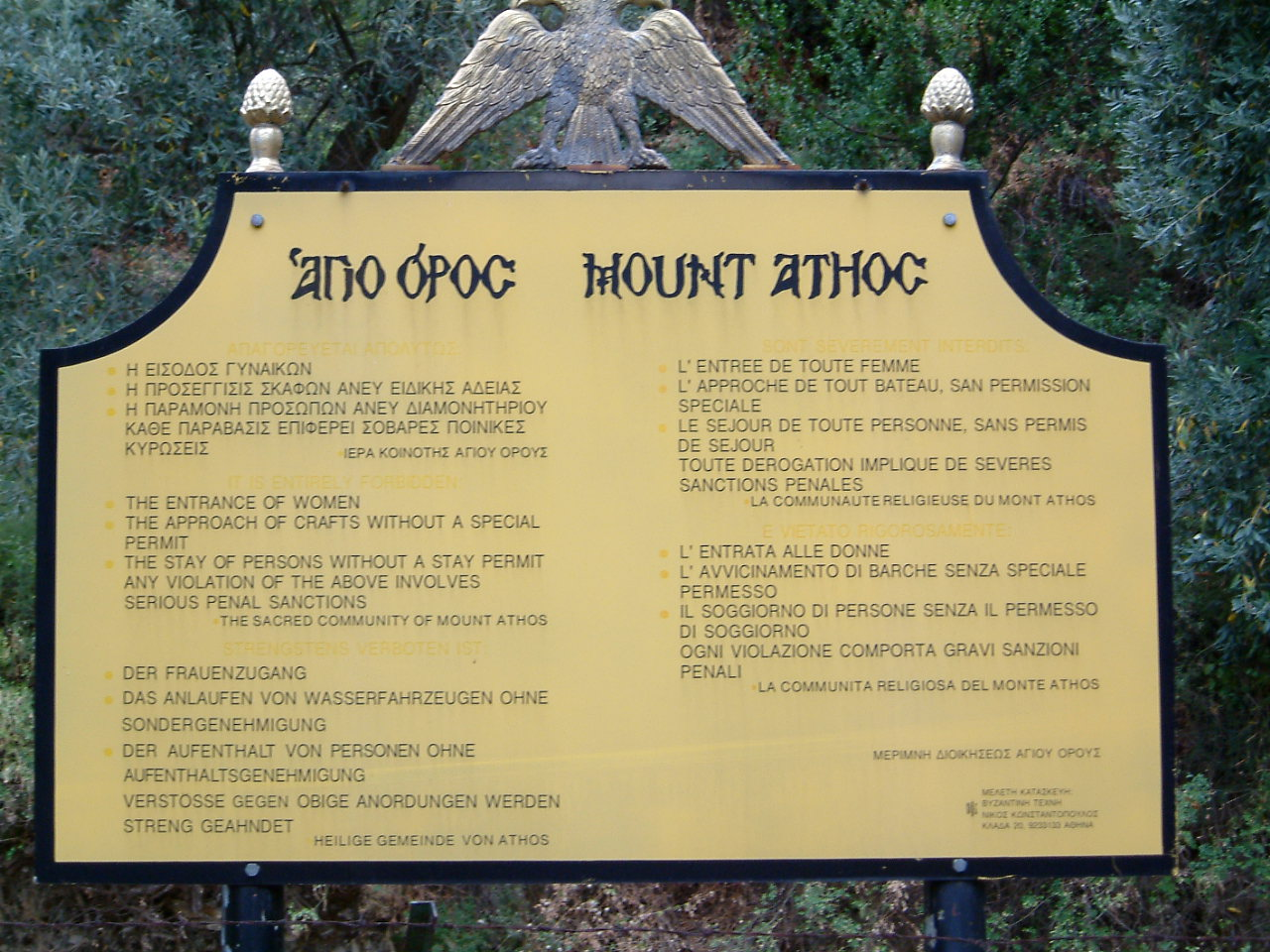
Grenze zum „Heiligen Berg“

Der Heilige Berg Athos (Άθως) ist eine orthodoxe Mönchsrepublik mit autonomem Status unter griechischer Souveränität. Der volle Name lautet Αυτόνομη Μοναστική Πολιτεία Άγιον Όρος (Aftonomi Monastiki Politia Agion Oros – „Autonome Mönchsrepublik Heiliger Berg“).
Der Athos ist der obersten Heiligen der orthodoxen Kirche, Maria, vorbehalten; er hat deshalb auch den Namen το Περιβόλι της Παναγίας (to perivóli tis Panagías – der Garten der Gottesmutter).
Der Zutritt zum Berg Athos ist Frauen (und weitgehend auch weiblichen Tieren) grundsätzlich untersagt:

„Aus diesem Paradiese ist das Weib verstoßen, damit der Mann nicht jenes Paradieses verlustig gehe.“

## Ἀγνώστῳ Θεῷ.
Ἀγνώστῳ Θεῷ
Agnostō Theō
„Einem unbekannten Gott“
Τῷ ἀγνώστῳ Θεῷ.
Tō agnostō Theō
„Dem unbekannten Gott“

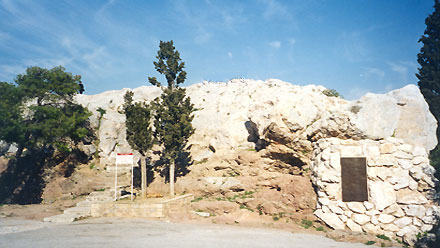
Tafel mit der Rede des Apostels Paulus auf dem Areopag:
Ἀγνώστῳ Θεῷ –
„Dem unbekannten Gott“

Dies ist ein Zitat aus einer Rede des Apostels Paulus auf dem Areopag, in der er sein Erstaunen darüber ausdrückt, dass er in Athen einen Altar für den „unbekannten Gott“ vorgefunden habe:

«διερχόμενος γὰρ καὶ ἀναθεωρῶν τὰ σεβάσματα ὑμῶν εὗρον καὶ βωμὸν ἐν ᾧ ἐπεγέγραπτο· Ἀγνώστῳ θεῷ. ὃ οὖν ἀγνοοῦντες εὐσεβεῖτε, τοῦτο ἐγὼ καταγγέλλω ὑμῖν.»

„Denn als ich umherging und mir eure Heiligtümer ansah, fand ich auch einen Altar mit der Aufschrift: EINEM UNBEKANNTEN GOTT. Was ihr verehrt, ohne es zu kennen, das verkünde ich euch.“

Paulus wertete die Inschrift als Beweis für die Ahnung des wahren Gottes bei den Heiden und wies damit die Behauptung zurück, fremde Götter einzuführen. Als die Athener von der Auferstehung der Toten hörten, spottete ein Teil von ihnen offen, andere waren höflicher und gingen weg mit den Worten, darüber wollten sie ein anderes Mal mehr hören.
Die Ahnung von der durch einen Namen nicht eindeutig fassbaren Gottheit spricht bereits aus einem Chorlied des Tragödiendichters Aischylos:
„Zeus, wer immer er ist, wenn so zu heißen ihm lieb ist, nenne ich ihn so.“
Dem unbekannten Gott ist der Titel eines Gedichts von Friedrich Nietzsche, das mit den folgenden Versen endet:
Ich will dich kennen, Unbekannter,

du tief in meine Seele Greifender,

mein Leben wie ein Sturm Durchschweifender,

du Unfaßbarer, mir Verwandter!

Ich will dich kennen, selbst dir dienen.

## ἄγραφος νόμος
ἄγραφος νόμος
agraphos nomos
„ungeschriebenes Gesetz“
Ein Ungeschriebenes Gesetz ist ein allgemein anerkanntes, aber nicht schriftlich dokumentiertes Gesetz.
Der Begriff ist zuerst in einem Solonischen Gesetz bezeugt. Das von Menschen gemachte Recht setzt die gegebene Ordnung als ungeschriebenes Gesetz voraus. Auch Gewohnheit, Herkommen und Brauch gehören zu diesem ungeschriebenen Gesetz. Die Römer dagegen sahen beides getrennt: leges sind die Gesetze, mores die dem Herkommen entsprechenden Verhaltensweisen.
In der Tragödie König Ödipus des Sophokles heißt es über die vorrangige Verpflichtung durch diese vorstaatlichen Gesetze in einem Chorlied: „Vergönnt sei mir das Schicksal, die ehrwürdige Reinheit in allen Reden und Taten aufzubringen, deren Gesetze da sind, von oben gekommen, im hohen Himmel geboren, deren Vater einzig Olympos ist, und nicht hat sie die sterbliche Mannsnatur gezeugt und nie wird je Vergessen sie auslöschen, ein großer Gott ist in ihnen und er altert nicht.“
Rudolf Hirzel fragt, ob ein ungeschriebenes Gesetz ein Gesetz ist, das überhaupt nicht aufgezeichnet wurde oder bei der Kodifikation des neuen Rechts nicht aufgenommen wurde.
Flavius Josephus wirft den Griechen vor:

„War ja bei den Griechen doch nicht einmal die Bezeichnung νόμος [= Nomos] für Gesetz von alters her bekannt, wie daraus hervorgeht, dass Homer das Wort in keinem seiner Gedichte gebraucht. Zu seiner Zeit gab es nämlich nichts dergleichen, sondern die Massen wurden nach unbestimmten Meinungen und durch die Befehle des Königs gelenkt. Deshalb galt auch lange Zeit hindurch nur ungeschriebenes Herkommen, das noch dazu in vielen Stücken je nach [den] Umständen wieder geändert wurde.“

Der letzte Satz scheint die lange mündlich überlieferte Rechtsprechung zu meinen. Freilich dürfte Josephus in Bezug auf Homer irren, denn zu seiner Zeit gab es sehr wohl schon Gesetze und den Begriff Nomos, aber zur Zeit des Trojanischen Krieges noch nicht.

## Ἀεὶ Λιβύη φέρει τι καινόν.

Ἀεὶ Λιβύη φέρει τι καινόν.
Aei Libyē pherei ti kainon.
„Libyen bringt immer was Neues.“
Ἀεὶ Λιβύη φέρει τι κακόν.
Aei Libyē pherei ti kakon.
„Libyen bringt immer was Schlimmes.“
Zitat aus Aristoteles’ Historia Animalium, in der Libyen für Afrika steht. Lateinisch heißt es bei Plinius dem Älteren: „Ex Africa semper aliquid novi“ („Aus Afrika immer was Neues“).
Plinius bezog sich dabei auf römische Provinz Africa, nicht den heute so bezeichneten Kontinent, die auch nicht identisch war mit der durch Aristoteles angesprochenen Region Libyen.
Aristoteles erklärte, die Tiere Asiens seien die wildesten, die Europas die unerschrockensten, die Libyens dagegen die vielfältigsten:

„Denn der Wassermangel führt viele verschiedenartige Tiere an den Trinkstellen zusammen, wo sie sich paaren und Junge zeugen.“

## Ἀεὶ κολοιὸς παρὰ κολοιῷ ἱζάνει.

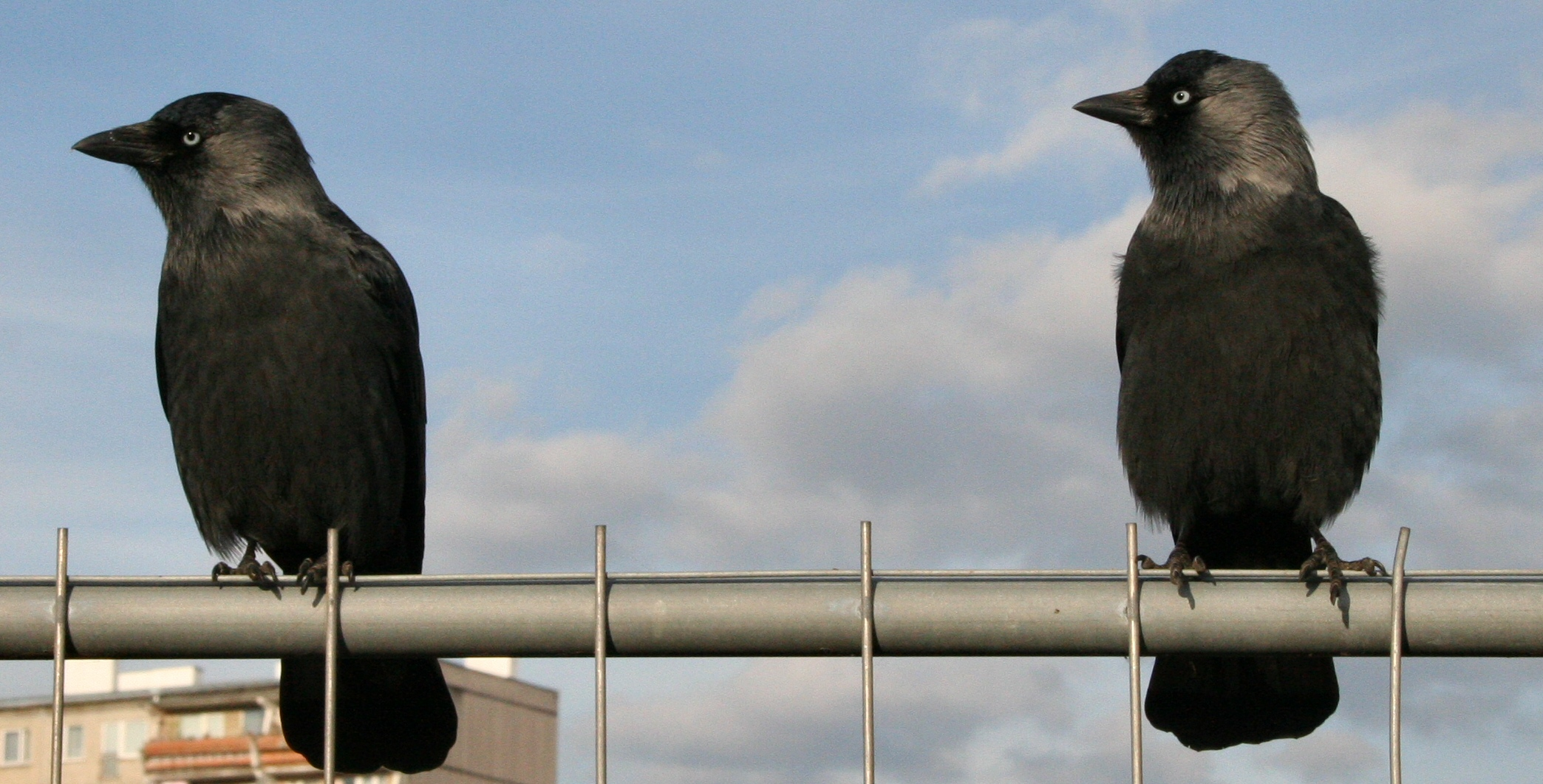
Ἀεὶ κολοιὸς παρὰ κολοιῷ ἱζάνει.
„Bei einer Dohle sitzt immer eine Dohle.“

Ἀεὶ κολοιὸς παρὰ κολοιῷ ἱζάνει.
Aei koloios para koloiō hizanei.
„Bei einer Dohle sitzt immer eine Dohle.“
Die deutsche Version dieses Sprichworts ist: „Gleich und Gleich gesellt sich gern.“
Platon schreibt:
„ὅμοιον ὁμοίῳ ἀεὶ πελάζει“
„Gleiches nähert sich immer Gleichem“.
In seinem Dialog Phaidros lässt Platon Sokrates sagen:

«ἥλικα […] δὴ καὶ ὁ παλαιὸς λόγος τέρπειν τὸν ἥλικα·»

„Wie auch das alte Sprichwort sagt, erfreut der Gleichaltrige den Gleichaltrigen.“

Lateinisch:
- Similis simili gaudet. („Der Ähnliche hat am Ähnlichen Freude.“)
- pares […] cum paribus facillime congregantur.[13] („Gleiche […] gesellen sich sehr leicht zu Gleichen.“)

## Ἀεὶ ὁ θεὸς ὁ μέγας γεωμετρεῖ τὸ σύμπαν.

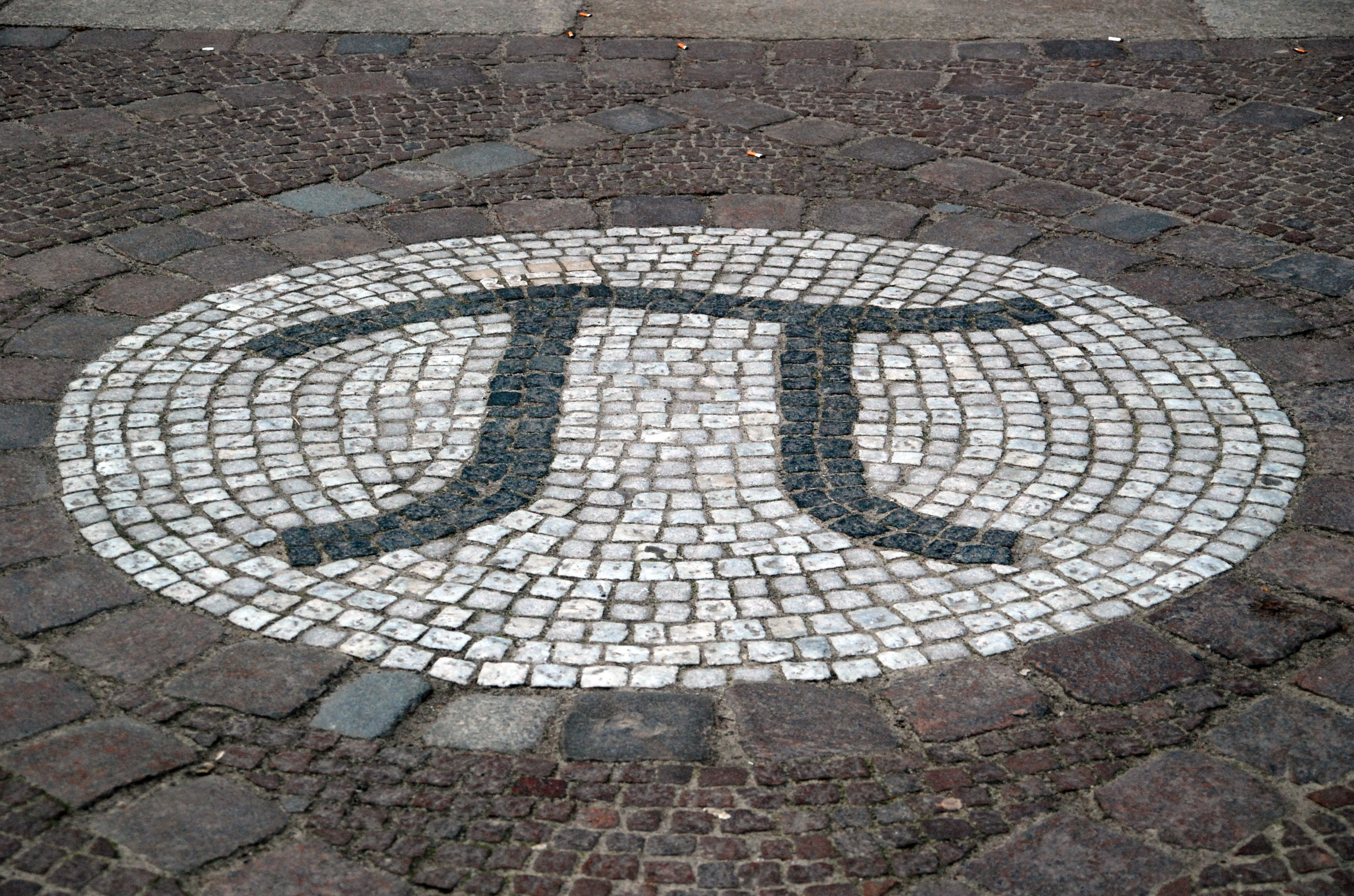
Pi am DFG-Forschungszentrum Matheon

Ἀεὶ ὁ θεὸς ὁ μέγας γεωμετρεῖ τὸ σύμπαν.
Aei ho theos ho megas geōmetrei to sympan.
„Immer wendet der große Gott die Geometrie auf alles an.“
Mnemotechnischer Merkvers für die ersten sieben Stellen der Kreiszahl Pi:
| Ἀεὶ          | ὁ           | θεός         | ὁ           | μέγας        | γεωμετρεῖ    | τὸ           | σύμπαν       |
| ------------ | ----------- | ------------ | ----------- | ------------ | ------------ | ------------ | ------------ |
| 3 Buchstaben | 1 Buchstabe | 4 Buchstaben | 1 Buchstabe | 5 Buchstaben | 9 Buchstaben | 2 Buchstaben | 6 Buchstaben |
| 3            | 1           | 4            | 1           | 5            | 9            | 2            | 6            |

Dieser Merkvers geht auf eine Feststellung von Platon zurück:
„Ἀεὶ ὁ θεὸς γεωμετρεῖ.“ (Aeí ho theós geometreí. „Der Gott betreibt immer Geometrie.“)
Der Grieche Nikolaos Hadjidakis formte 1924 daraus die folgenden Verse:
Αεί ο Θεός ο Μέγας γεωμετρεί,

το κύκλου μήκος ίνα ορίση διαμέτρω,

παρήγαγεν αριθμόν απέραντον,

καί όν, φεύ, ουδέποτε όλον θνητοί θα εύρωσι.
Ai o thios o Megas geometri,

to kyklou mikos ina orisi diametro,

parigagen arithmon aperanton,

ke on, fev, oudepote olon thniti tha evrosi.
Der große Gott, der stets Geometrie betreibt,

Um die Länge des Kreises durch seinen Durchmesser zu bestimmen,

Erzeugte eine unendliche Zahl,

Deren Ganzheit, ach, die Sterblichen nie entdecken werden.

## Ἀετοῦ γῆρας, κορυδοῦ νεότης.
Ἀετοῦ γῆρας, κορυδοῦ νεότης.
Aetou gēras, korydou neotēs.
„Eines Adlers Alter ist einer Haubenlerche Jugend wert.“
Oft wird bei diesem Zenobios-Zitat – aus Gründen der besseren Verständlichkeit – die Haubenlerche, ein kleiner spatzenähnlicher Vogel, durch einen Spatzen ersetzt.

## Αἱ γυναῖκες ἐν ταῖς ἐκκλησίαις σιγάτωσαν.

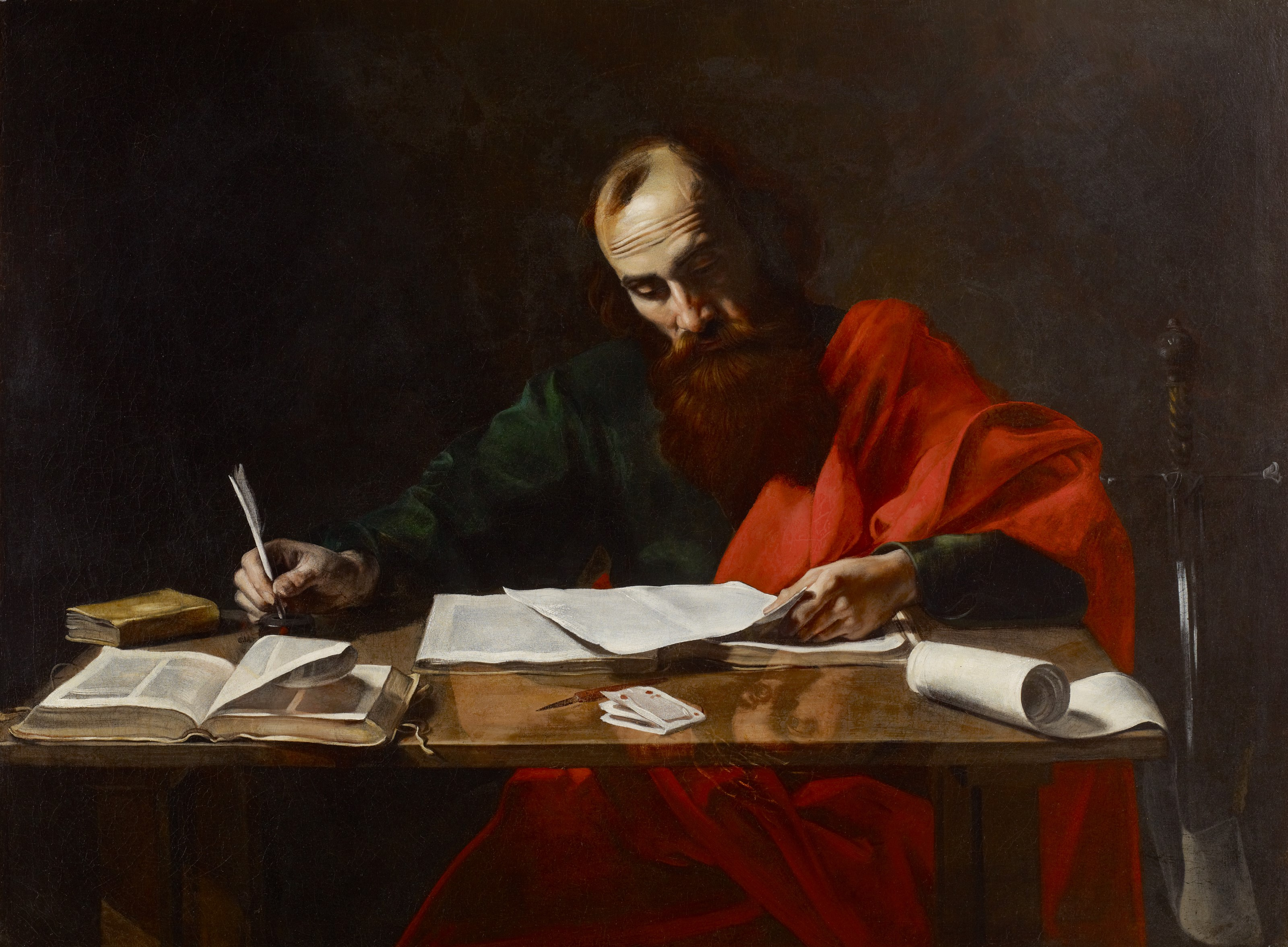
Paulus von Tarsus bei der Abfassung seiner Briefe

Αἱ γυναῖκες ἐν ταῖς ἐκκλησίαις σιγάτωσαν.
Hai gynaikes en tais ekklēsiais sigatōsan.
„Die Frauen sollen in den Versammlungen schweigen“
Dies ist ein umstrittener Satz aus dem 1. Brief des Paulus an die Korinther, der im folgenden Kontext steht:

„34 Wie in allen Gemeinden der Heiligen lasset eure Weiber schweigen in der Gemeinde; denn es soll ihnen nicht zugelassen werden, daß sie reden, sondern sie sollen untertan sein, wie auch das Gesetz sagt. 35 Wollen sie etwas lernen, so lasset sie daheim ihre Männer fragen. Es steht den Weibern übel an, in der Gemeinde zu reden.“

Im Lateinischen wird diese Aussage meistens in der Einzahl zitiert:

“Mulier taceat in ecclesia.”

„Das Weib schweige in der Gemeinde.“

Korrekter wäre:

“Mulieres in ecclesiis taceant.”

„Die Frauen sollen in der Gemeinde schweigen.“

Der deutsche Theologe Hans Achelis schreibt:

„Der Satz mulier taceat in ecclesia galt kaum irgendwo in der Kirche. Sie übten alle Rechte aus, die den Geistbegabten vorbehalten waren: sie lehrten, tauften, brachten die Eucharistie dar, vergaben die Sünden. Es hat gewiß viele Gemeinden gegeben, die nur von einer Frau oder von Frauen regiert waren.“

Er schränkt aber ein, dass es keine Beweise dafür gäbe, und stellt fest, dass die höheren Stufen mit Männern besetzt waren.

## αἱ Ἡράκλειοι στῆλαι
αἱ Ἡράκλειοι στῆλαι
hai Hērakleioi stēlai
„die Säulen des Herakles“

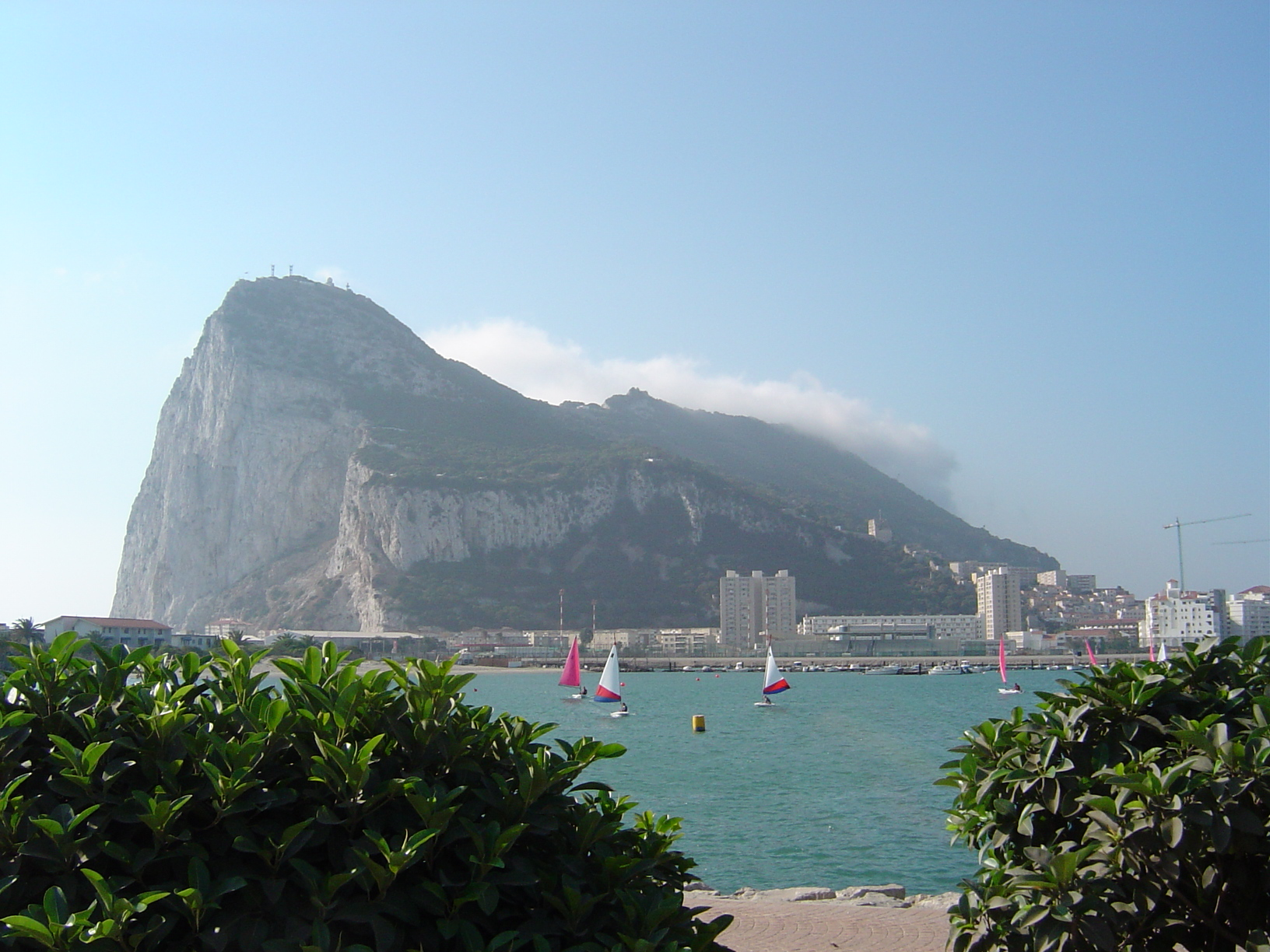
Gibraltar, die nördliche Säule

Als Säulen des Herakles bezeichnete man im Altertum den Felsen von Gibraltar im Süden der Iberischen Halbinsel und den Berg Dschebel Musa in Marokko.
Die Phönizier bezeichneten die beiden das Mittelmeer begrenzenden Vorgebirge nach ihrem Sonnengott als „Säulen des Melkart“. Melkart wurde später von den Griechen durch Herakles ersetzt. Die Griechen glaubten, diese Meerenge würde das Ende der Welt bilden und wäre einst von Herakles gesetzt worden. So sind es jene Säulen, die den Himmel tragen, also des Titanen Atlas, den Herakles aufsuchte, um die Äpfel der Hesperiden zu erhalten. Dafür aber musste er kurz dem Atlas dessen Last abnehmen.

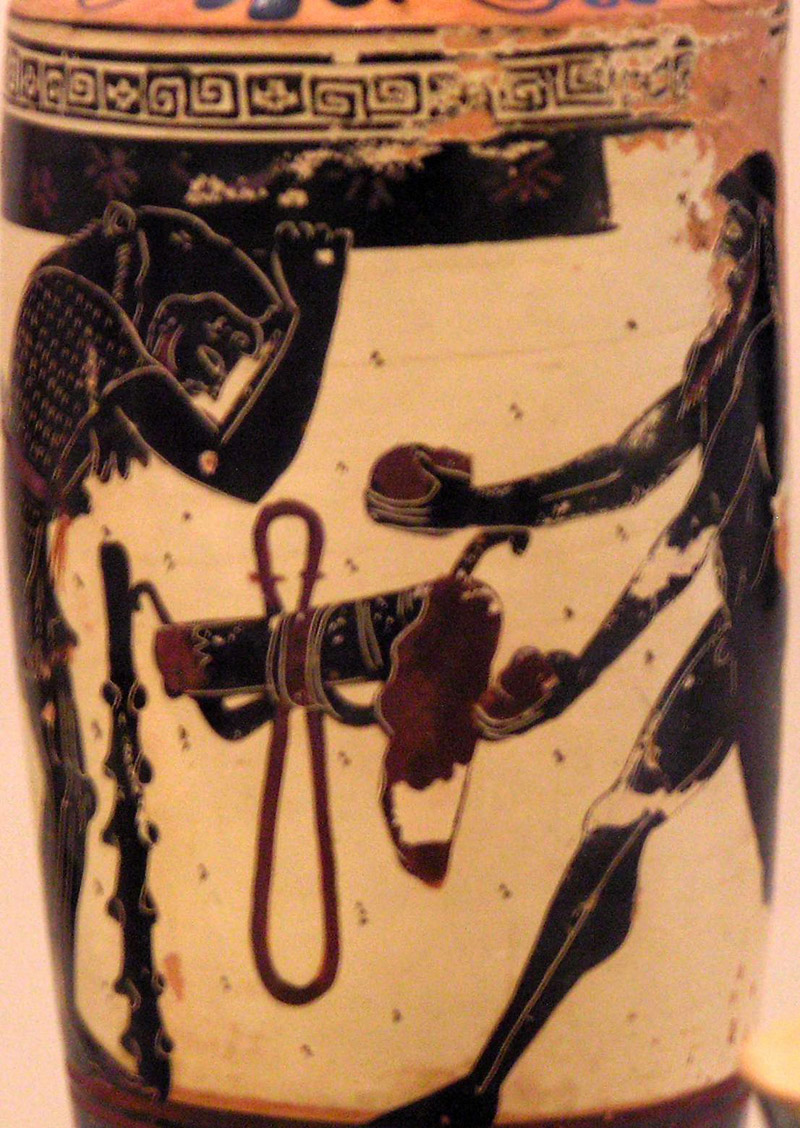
Herakles und Atlas

Gustav Schwab erzählt diese Geschichte in seinen Sagen des klassischen Altertums folgendermaßen nach:

„Prometheus hatte dem Halbgott geraten, sich nicht selbst dem Raube der goldenen Früchte zu unterziehen, sondern den Atlas auf diesen Fang auszusenden. Er selbst erbot sich dafür diesem, solange das Tragen des Himmels auf sich zu nehmen. Atlas bezeugte sich willig, und Herakles stemmte die mächtigen Schultern dem Himmelsgewölbe unter.

Jener dagegen machte sich auf, schläferte den um den Baum sich ringelnden Drachen ein und tötete ihn, überlistete die Hüterinnen und kam mit drei Äpfeln, die er gepflückt, glücklich zu Herakles. ‚Aber‘, sprach er, ‚meine Schultern haben nun einmal empfunden, wie es schmeckt, wenn der eherne Himmel nicht auf ihnen lastet. Ich mag ihn fürder nicht wieder tragen.‘ So warf er die Äpfel vor dem Halbgott auf den Rasen und ließ diesen mit der ungewohnten, unerträglichen Last stehen.

Herakles musste auf eine List sinnen, um loszukommen. ‚Laß mich‘, sprach er zu dem Himmelsträger, ‚nur einen Bausch von Stricken um den Kopf winden, damit mir die entsetzliche Last nicht das Gehirn zersprengt.‘ Atlas fand die Forderung billig und stellte sich, nach seiner Meinung auf wenige Augenblicke, dem Himmel wieder unter. Aber er konnte lange warten, bis Herakles ihn wieder ablöste, und der Betrüger wurde zum Betrogenen. Denn jener hatte kaum die Äpfel vom Rasen aufgelesen, als er mit den goldenen Früchten sich aus dem Staube machte.“

Non plus ultra („Nicht mehr weiter“) ist die lateinische Übersetzung des Spruches, den Herakles an den Säulen des Herakles anbrachte, um an diesem Ort das Ende der Welt zu markieren.

## αἰὲν ἀριστεύειν
αἰὲν ἀριστεύειν
aien aristeuein
„immer der Beste sein“

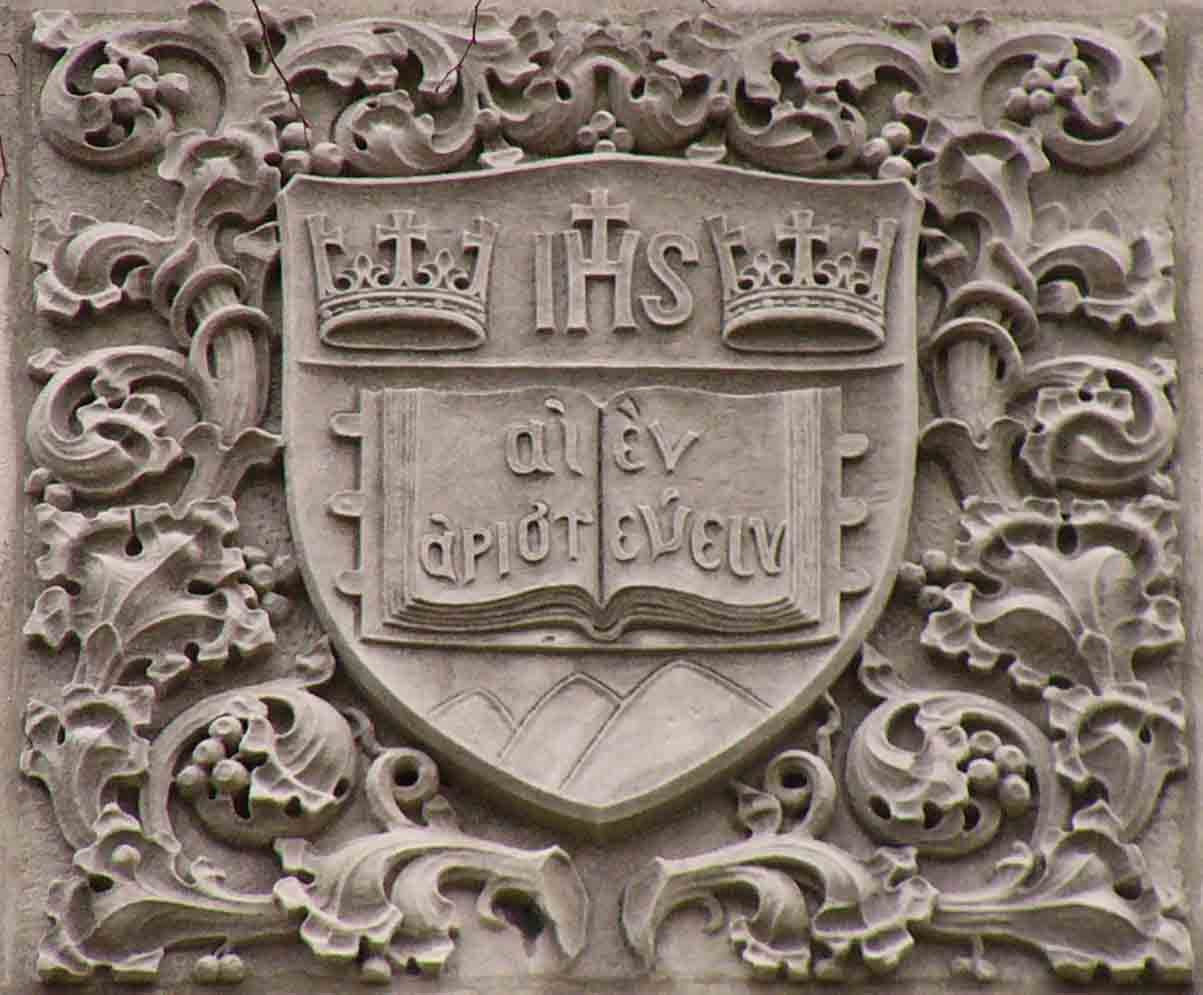
Motto des Boston College

Mit diesen Worten ermahnte König Hippolochos in der Ilias seinen Sohn Glaukos bei dessen Entsendung in den Trojanischen Krieg:

«αἰὲν ἀριστεύειν καὶ ὑπείροχον ἔμμεναι ἄλλων»

„aien aristeuein kai hypeirochon hemmenai allon“

„Immer der erste zu sein und vorzustreben vor andern“

Diese Redewendung ist ein Kennzeichen der griechischen Antike, das der Schweizer Kulturhistoriker Jacob Burckhardt als agonales Prinzip bezeichnete (vergleiche ).
Als die Trojaner die Lagerbefestigungen der Griechen stürmten, war Glaukos mit Sarpedon der erste auf der Mauerbrüstung.
Agôn ist das griechische Wort für Wettkampf, und der Wettkampf zeigte sich auf allen Gebieten. Kaum ein religiöses Fest kam ohne sportlichen Wettkampf aus. Auch die Künste wurden im Wettkampf betrieben. So bezeichnet Herodot einen gewissen Kallikrates als den schönsten Soldaten in der Schlacht von Plataiai. Selbst der Krieg konnte solche Formen annehmen:

„Der Sieger errichtet auf dem Schlachtfeld das Tropaion (die Wendemarke, die Stelle, an der der Gegner zum Rückzug gezwungen wurde), doch aus Holz. Der Sieg soll die Verhältnisse nicht verewigen.“

Was war die Motivation? „Im Sieg liegt das Glück des erfüllten Augenblicks, er setzt der Vergänglichkeit des Menschen die Unvergänglichkeit des Ruhms entgegen.“
Heute dient die Wendung als Motto der schottischen Universität St Andrews sowie des Boston College, das dieses Motto im Wappen führt und mit Ever to Excel ins Englische übersetzt.

## Αἰθίοπα σμήχεις.

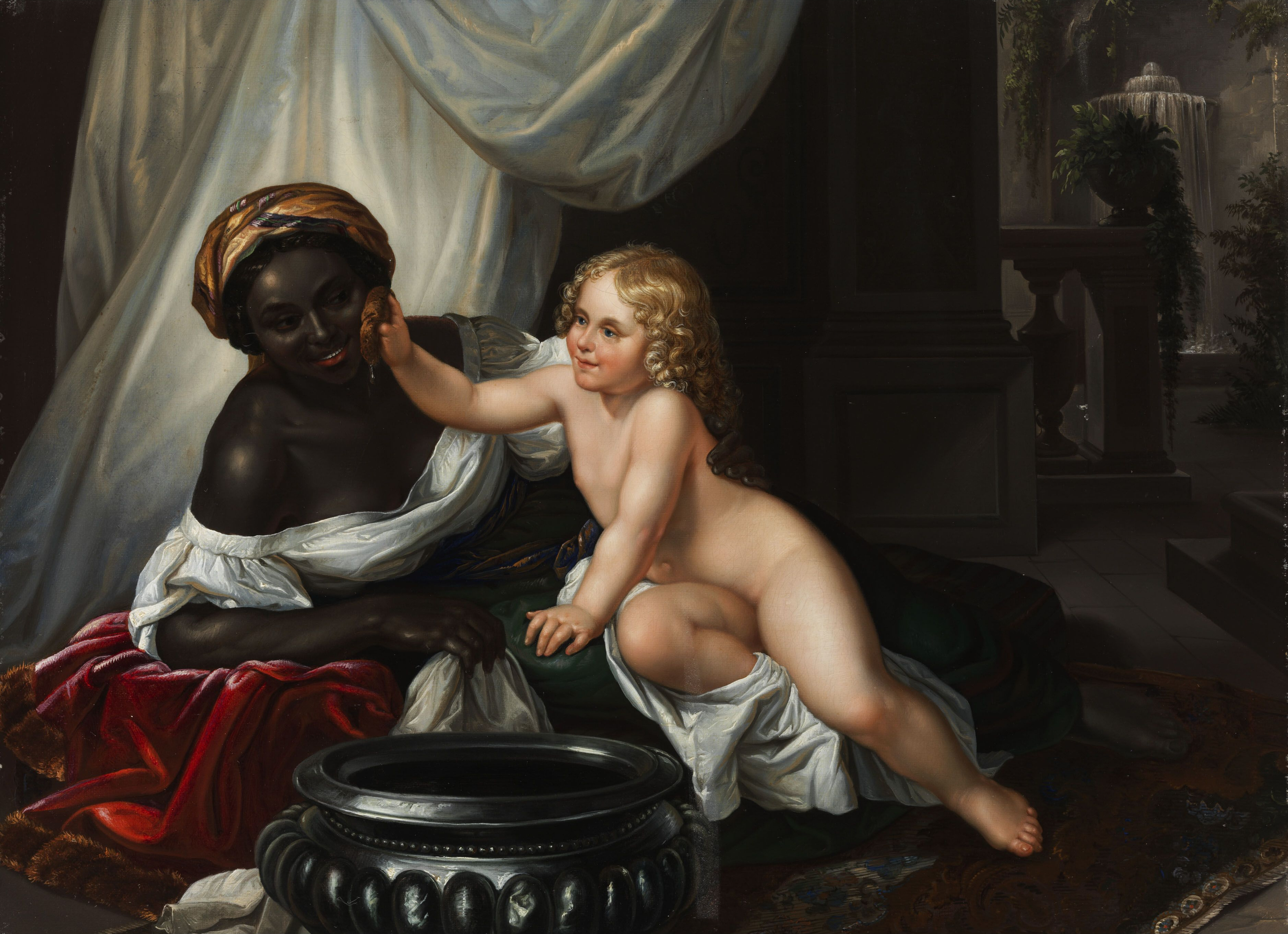
Die Mohrenwäsche (nach Carl Begas)

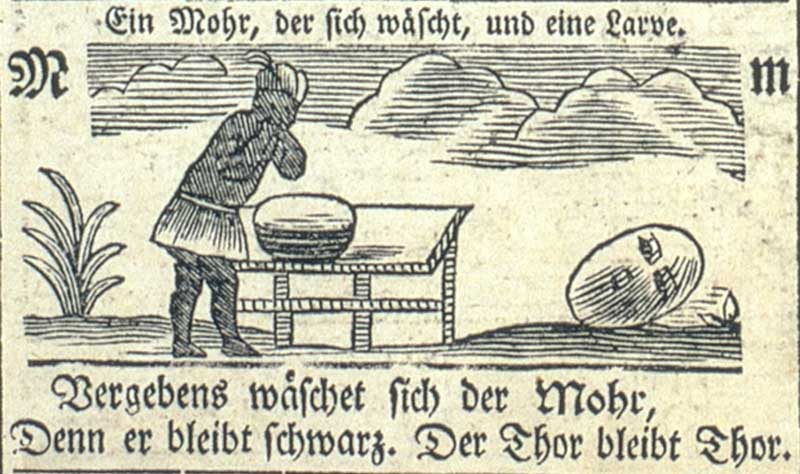
„Vergebens wäschet sich der Mohr, Denn er bleibt schwarz. Der Thor bleibt Thor.“ Bilder-A, B, C, für Kinder. Stralsund 1788.

Αἰθίοπα σμήχεις.
Aithiopa smēcheis
„Du wäschst einen Äthiopier.“ (wörtlich: „Du reibst/wischst einen Äthiopier ab.“)
Lateinisch: „Aethiopem lavas.“
Diese Redewendung mit der Bedeutung „Du versuchst, einen Mohren weißzuwaschen“ wurde durch den Satiriker Lukian von Samosata überliefert. Sie bedeutet so viel wie „Du versuchst etwas Unmögliches“:
„Sag, warum wäschst du umsonst deinen dunklen indischen Körper?
Laß deine Mühen! Du machst niemals aus Nacht einen Tag.“
Erasmus von Rotterdam schreibt unter der Überschrift Mohrenwäsche:

„Ein Mohr wird nicht weiß. Das ist der gängige Ausdruck dafür, dass einer sein Wesen doch nicht mehr ändern wird. Denn was angeboren ist, das lässt sich so leicht nicht ändern.“

Die Redewendung geht auf eine Fabel Äsops zurück, in der von einem Mann erzählt wird, der sich einen äthiopischen Sklaven kaufte und dessen Gesicht, weil er die dunkle Farbe für das Ergebnis der Nachlässigkeit des früheren Besitzers hielt, so lange wusch und rieb, bis es wundgescheuert war.
Der Zitatensammler Georg Büchmann schreibt in seinen Geflügelten Worten:

„Auf Jeremias 13, 23: ‚Kann auch ein Mohr seine Haut wandeln, oder ein Parder seine Flecken?‘ beruht:
Mohrenwäsche, einen Mohren weiß waschen.“

Die Bezeichnung Äthiopier (αἰθίοψ aithiops) soll „Brandgesicht“ (αἴθειν aíthein „brennen“ und ὤψ ṓps „Gesicht“) bedeuten und an die Sage von Phaethon erinnern, der durch seinen Absturz mit dem Sonnenwagen einen Weltenbrand verursachte:
Damals trat, wie man glaubt, das Blut Äthiopiens Völkern

Bis in die äußerste Haut und brachte die dunkele Farbe.

## Αἰθίοπές τε θεοὺς σφετέρους σιμοὺς μέλανάς τε.
Αἰθίοπές τε θεοὺς σφετέρους σιμοὺς μέλανάς τε.
Aithiopes te theous spheterous simous melanas te.
„Die Äthiopier sagen, ihre Götter seien stumpfnasig und schwarz.“
Zitat aus den Schriften des Philosophen und Dichters Xenophanes, der analytisch und satirisch über die Menschenähnlichkeit der griechischen Götter schrieb (siehe Anthropomorphismus). Ihm zufolge schufen nicht die Götter die Menschen, sondern die Menschen die Götter.
Vollständig heißt das überlieferte Fragment:

«Αἰθίοπές τε θεοὺς σφετέρους σιμοὺς μέλανάς τε Θρῆικές τε γλαυκοὺς καὶ πυρρούς φασι πέλεσθαι.»

„Aithiopes te theous spheterous simous melanas te Threïkes te glaukous kai pyrrhous phasi pelesthai.“

„Die Äthiopier behaupten, ihre Götter seien stumpfnasig und schwarz, und die Thraker, die ihren seien blauäugig und rothaarig.“

## Ἀκαδημίηθεν ἥκεις.
Ἀκαδημίηθεν ἥκεις.
Akadēmiēthen hēkeis.
„Du kommst wohl aus der Akademie?“

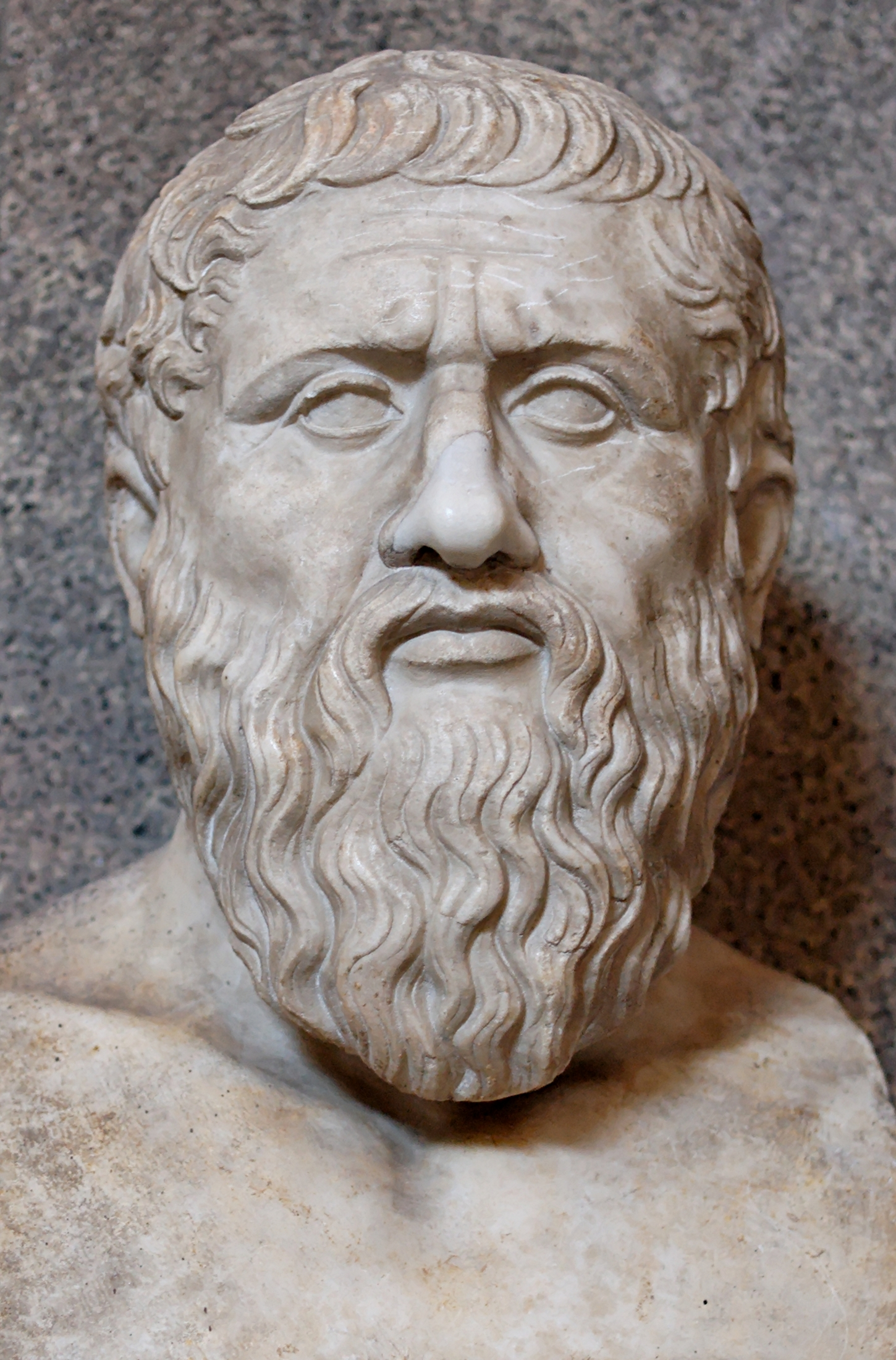
Platon

Überliefert in der Sprichwortesammlung (Συναγωγὴ παροιμιῶν Synagoge paroimion) des Michael Apostolios.
Der Humanist Erasmus von Rotterdam schreibt in seiner Sprichwörtersammlung Adagia:

„Gemeint ist damit eine ernste, gesetzte Persönlichkeit oder ein Gelehrter. Das geht auf die Schule Platons zurück. Man kann es aber, ins Ironische gewendet, auch von einem dünkelhaften Menschen sagen, der sich durch betont ernsthaftes Gehaben den Anschein eines Philosophen gibt.“

Der Ausdruck bezog sich laut Erasmus auf geschniegelte und auffallend gut gekleidete Leute, die wie der Philosoph Platon auf ein gepflegtes Äußeres großen Wert legten.
Platon war auch bekannt dafür, dass er das Lachen bekämpfte. Er erklärt es für schädlich, da es von wichtigeren Dingen ablenke. Sein Schüler Aristoteles stellte immerhin fest, dass der Mensch „als einziges von allen Geschöpfen lachen kann“, und sah es als Mittel zur kathartischen Spannungsabfuhr.

## ἀκίνητος κινῶν
ἀκίνητος κινῶν
akinētos kinōn
„unbewegter Beweger“
Gottesbegriff aus der antiken Philosophie. Der kausale Gottesbeweis geht davon aus, dass alles, was in dieser Welt existiert, kontingent ist. Da man die Reihe der Ursachen nicht unendlich fortsetzen könne, müsse eine erste nicht kontingente Ursache (causa prima) existieren.
Aristoteles kritisiert mit seiner metaphysischen Frage nach der prima causa (lateinisch „erste Ursache“) sowohl die gewöhnliche Naturreligion, die an eine Vielzahl menschenähnlicher Götter glaubt, als auch das mechanistische und atomistische Weltbild, das der Vielfalt der Erscheinungen nicht gerecht werde. Sein Begriff des notwendigen, aber transzendenten „ersten unbewegten Bewegers“ (πρῶτον κινοῦν ἀκίνητον) als Weltgrund kritisiert alle Ursprungsideen, die das Göttliche als Teil der Welt denken.

## Άκουσε πολλά και λέγε λίγα.
Άκουσε πολλά και λέγε λίγα.
Akouse polla ke lege liga.
„Höre vieles an, sage wenig.“
Dieses neugriechische Sprichwort ähnelt einem anderen Sprichwort:
Ακου πολλά, μίλα τα απαραίτητα.
Aku pollá, míla ta aparétita.
„Höre Vieles und sage nur Nötiges.“
Ein babylonischer König fragte einen Philosophen, wie er ruhig regieren könne und bekam die Antwort:
„Wenn Du nur Wenigen glaubst!“
Der Philosoph Demonax antwortete jemandem, der ihn fragte, wie er eine Provinz gut verwalten könne:
„Wenn Du Vieles hörst, während Du Weniges sagst!“

## Ἀλκυονίδες ἡμέραι

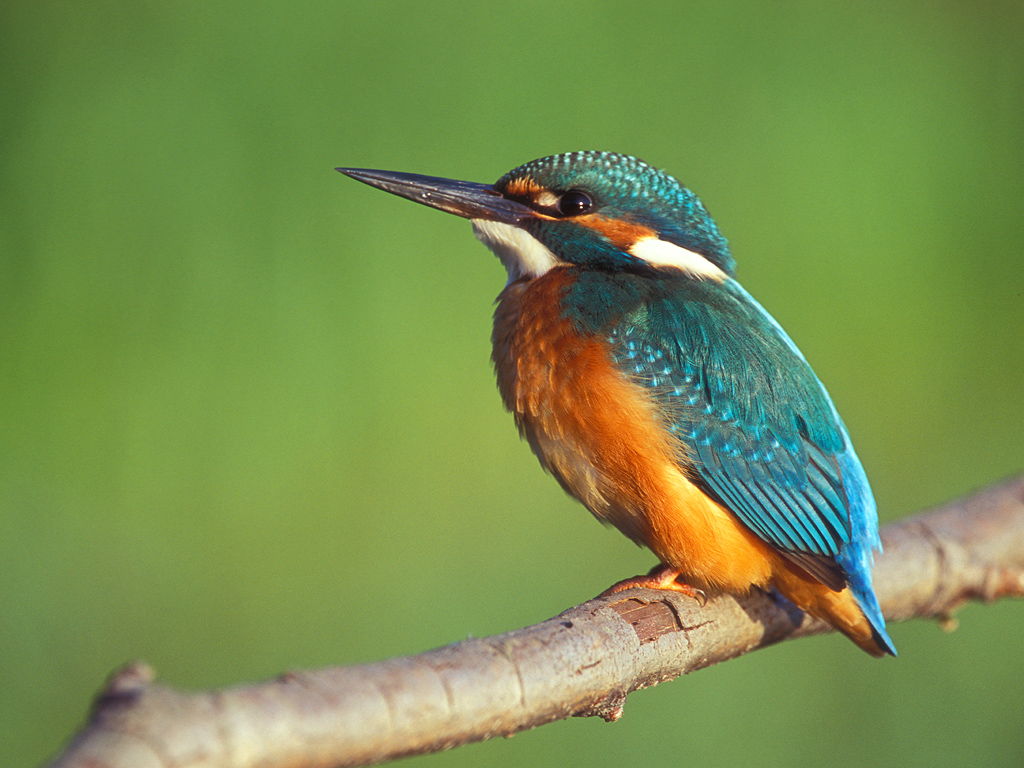
Eisvogel

Ἀλκυονίδες ἡμέραι
Alkyonídes hēmérai
abweichende attische Form: Ἁλκυονίδες ἡμέραι Halkyonídes hēmérai
„(H)alkyonische Tage“
Dieser Ausdruck bezeichnete im antiken Griechenland einen Zeitraum von vierzehn Tagen im Dezember um die Wintersonnenwende, an denen das Meer völlig ruhig ist. Die Bezeichnung hängt mit dem Mythos von Alkyone und Keyx zusammen. Eines Tages sah sich Keyx gezwungen, seine Gemahlin zu verlassen, um das Orakel aufzusuchen. Wie befürchtet versank das Schiff. Alkyone wollte nicht mehr weiterleben und wollte sich im Meer ertränken. Doch die Götter waren gnädig und verwandelten sie in einen Eisvogel (griechisch ἀλκυών alkyon, attische Form ἁλκυών halkyon). Als sie sich auf den toten Körper ihres Mannes warf, stellte sie fest, dass auch er zu einem Vogel geworden war.
Da Alkyone Tochter des Windgottes war, gewährte dieser dem Eisvogelweibchen zur Brutzeit im Dezember eine vierzehntägige Windstille. Sobald der Nachwuchs geschlüpft ist, wird das Meer wieder unruhig. Daher auch die Redensart „alkyonische Tage“ für ein stilles Intermezzo in turbulenter Zeit.
In diesem Sinn bedeutet Nietzsches Lieblingswort halkyonisch so viel wie „seelisch vollkommen“. Der Stil, in dem Also sprach Zarathustra geschrieben ist, nennt sich halkyonisch. Menschen, die nicht eines „gleichen Pathos fähig und würdig sind“, werden von vorneherein ausgeklammert:

„Man muß vor allem den Ton, der aus diesem Munde kommt, diesen halkyonischen Ton richtig hören, um dem Sinn seiner Weisheit nicht erbarmungswürdig unrecht zu tun.“

Manfred Schneiders Essay Halkyonische Töne. Nietzsche der Sprachkünstler beginnt mit folgenden Worten:

„Halkyonisch heißt ein Haupteintrag in Nietzsches Lexikon euphorischer Wörter. Es ist ein zugleich mythisch und musikalisch geformtes Seligkeitszeichen, gesättigt mit Klarheit, Ruhe und stillgestellter Zeit.“

## ἄλφα καὶ ὦ
ἄλφα καὶ ὦ
alpha kai ō
„Alpha und Omega“

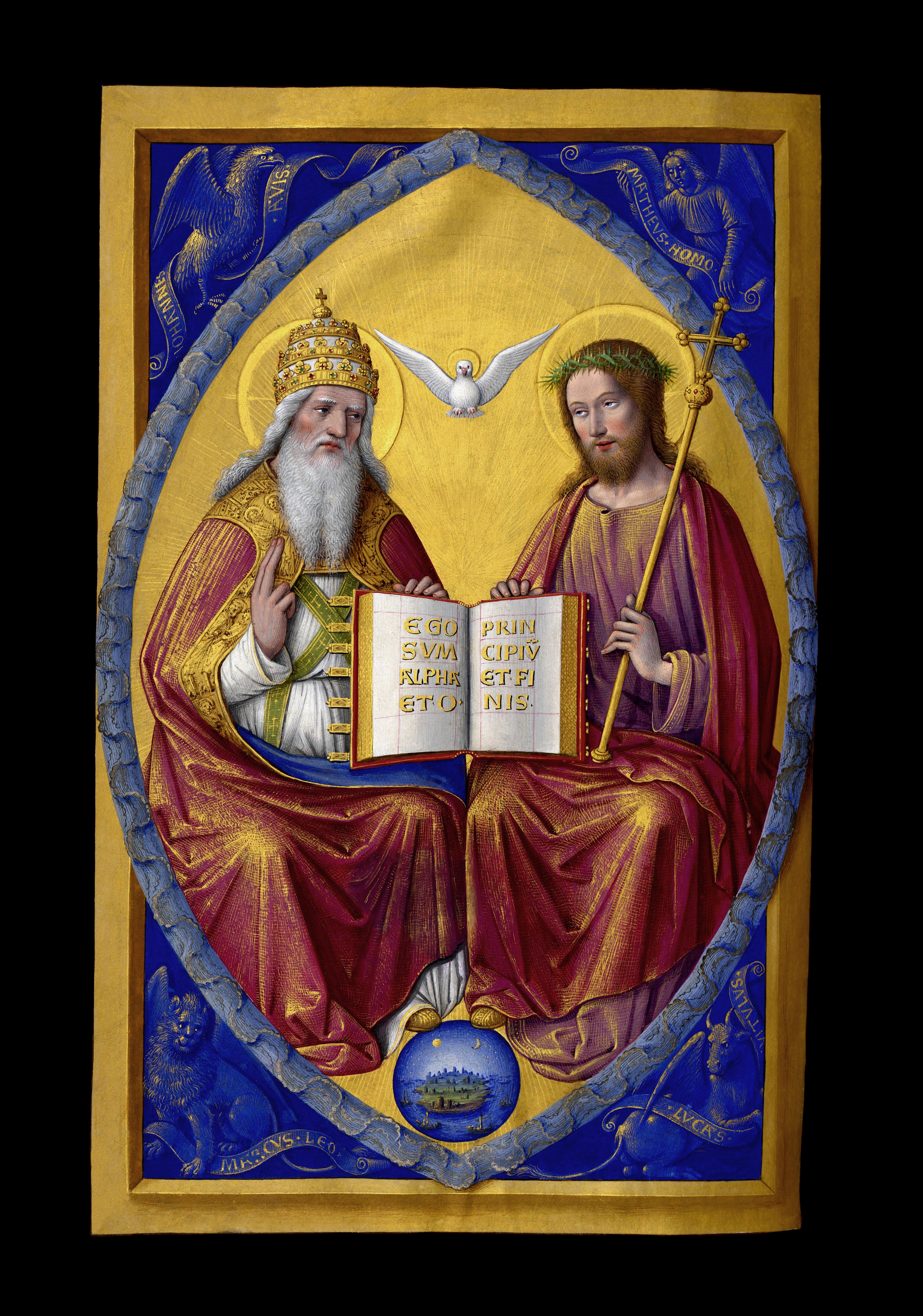
Ego sum Alpha et O, principium et finis. („Ich bin das A und das O, der Anfang und das Ende.“)

Der erste und der letzte Buchstabe des griechischen Alphabets stehen als Inbegriff für Anfang und Ende. Dieser Begriff kommt dreimal in der Offenbarung des Johannes vor, zuletzt in folgender Form:

«ἐγὼ τὸ ἄλφα καὶ τὸ ὦ, ὁ πρῶτος καὶ ὁ ἔσχατος, ἡ ἀρχὴ καὶ τὸ τέλος.»

„egō to alpha kai to ō, ho prōtos kai ho eschatos, hē archē kai to telos.“

„Ich bin das Alpha und das Omega, der Erste und der Letzte, der Anfang und das Ende.“

In der lateinischen Vulgata-Bibelübersetzung stehen die griechischen Buchstaben mitten im lateinischen Text:
Ego sum α et ω principium et finis.
„Ich bin das A und das O, der Erste und der Letzte, der Anfang und das Ende.“
Der anonyme Autor des Mysteriums der Buchstaben erklärt einleitend, dass er beim Studium der Offenbarung des Johannes durch den dreimal wiederholten Ausspruch „Ich bin das Alpha und das Omega“ auf das Mysterium des griechischen Alphabets aufmerksam geworden wäre. Durch intensives Gebet um Erleuchtung sei er auf den Berg Sinai versetzt worden, wo er eine Offenbarung über die geheimen Botschaften der Buchstaben empfangen habe, die er nun an seine Leser weitergeben wolle.
Im Adventslied In dulci jubilo wird am Ende der ersten Strophe lateinisch „du bist das A und O“ gesungen:
In dulci jubilo,

nun singet und seid froh!

Unsers Herzens Wonne

leit in præsepio

und leuchtet als die Sonne

matris in gremio.

|: {{lang|la|Alpha es et O}}. :|

## ἀμνὸς τοῦ Θεοῦ
ἀμνὸς τοῦ Θεοῦ
amnos tou Theou
„Lamm Gottes“
Lateinisch: agnus Dei

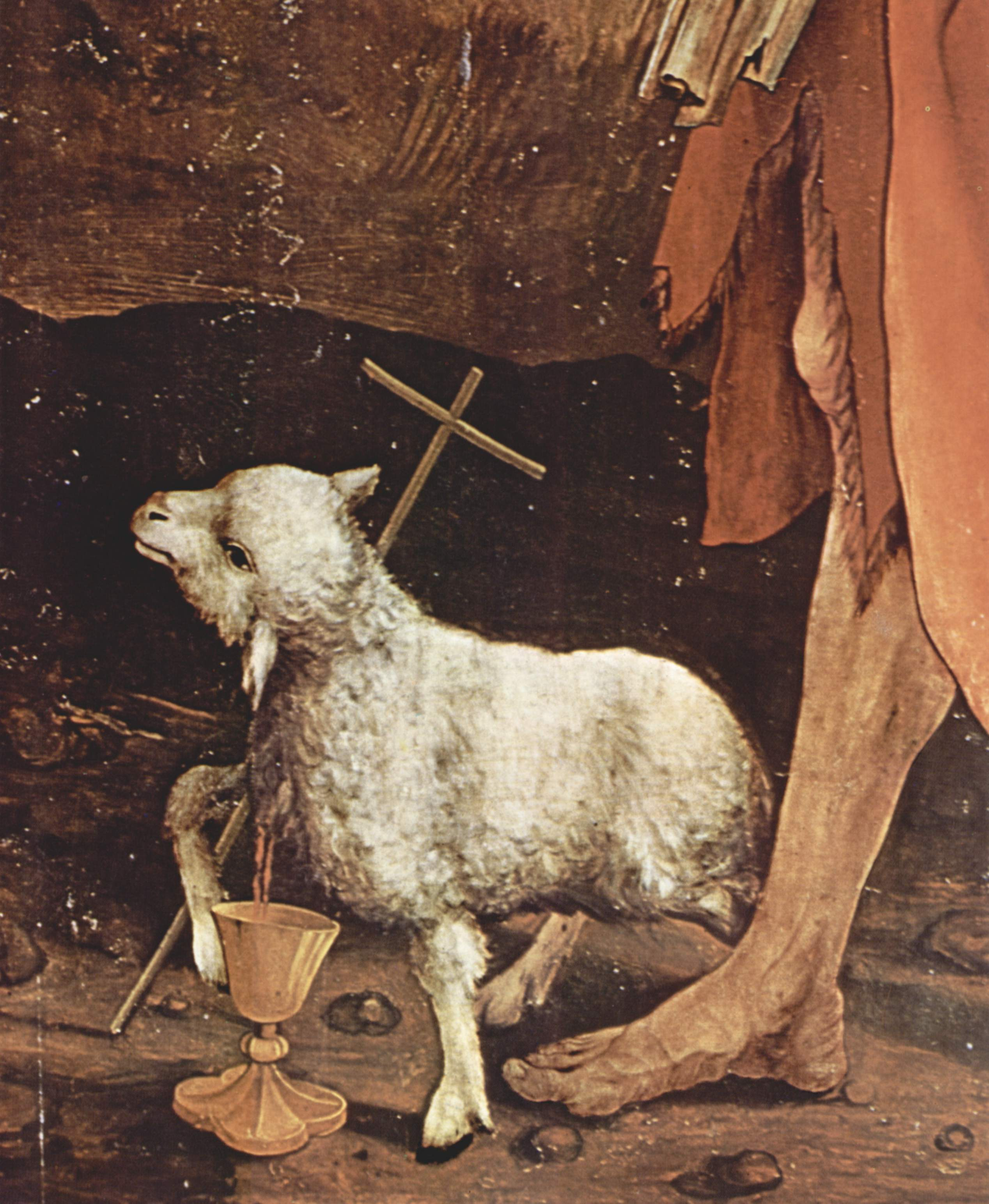
Matthias Grünewald: Lamm Gottes (Ausschnitt aus dem Isenheimer Altar)

Das Lamm Gottes ist ein seit ältester Zeit im Christentum verbreitetes Symbol für Jesus Christus. Als Osterlamm, gekennzeichnet mit der Siegesfahne, ist es ein Symbol für seine Auferstehung.
Diese Vorstellung bezieht sich auf das Lamm als Opfertier im Alten Testament, besonders auf die Pessach-Lämmer, deren Blut in der Nacht des Auszugs der Israeliten aus Ägypten auf Gebot Gottes hin als Schutzzeichen vor dem Todesengel an den Türpfosten gestrichen wurde.
Auch das dritte Gottesknechtslied beim Propheten Jesaja verbindet sich mit der Lamm-Symbolik, wo es von dem Gottesknecht heißt:

„Er wurde bedrängt und misshandelt, aber er tat seinen Mund nicht auf. Wie ein Lamm, das man zum Schlachten führt, und wie ein Schaf vor seinen Scherern verstummt, so tat auch er seinen Mund nicht auf.“

Insbesondere im Neuen Testaments spielt die Lamm-Gottes-Symbolik eine besondere Rolle. An zwei Stellen des Johannesevangeliums weist Johannes der Täufer auf Jesus Christus mit den Worten hin:

„Seht, das Lamm Gottes, das die Sünde der Welt hinwegnimmt!“

Die Kreuzigung Jesu fand nach dem Johannesevangelium in dem Augenblick statt, als die Pessach-Lämmer geschlachtet wurden.

## Ἀνάγκᾳ δ’ οὐδὲ θεοὶ μάχονται.
Ἀνάγκᾳ δ’ οὐδὲ θεοὶ μάχονται.
Anangkā d’ oude theoi machontai.
„Selbst die Götter kämpfen nicht mit der Notwendigkeit.“
Zitat aus den Werken des Dichters Simonides von Keos, das zum Sprichwort wurde. In diesem Zusammenhang ist auch das folgende neugriechische Sprichwort zu sehen:

«Ανάγκᾳ κα θεοὶ πείθονται.»

„Ananka ka thei pithonte.“

„Der Notwendigkeit gehorchen auch die Götter.“

Als Begründung des Tadels an den Tyrannen Pittakos heißt es bei Platon:

„So heftig und durch das ganze Lied fällt er aus gegen den Spruch des Pittakos. »Alle daher lobe ich und liebe, wer nichts Schlechtes vollbringt, aus freier Wahl; der Notwendigkeit jedoch sträuben sich auch Götter nicht«. Auch dies ist wieder gegen ebendasselbe gesagt. Denn so unterrichtet war Simonides nicht, daß er gesagt hätte, er lobe diejenigen, die nichts Böses aus freier Wahl tun, als gäbe es welche, die aus freier Wahl Böses tun. Ich wenigstens glaube dieses, daß kein weiser Mann der Meinung ist, irgendein Mensch fehle aus freier Wahl, oder vollbringe irgend etwas Böses und Schlechtes aus freier Wahl, sondern sie wissen wohl, daß alle, welche Böses und Schlechtes tun, es unfreiwillig tun.“

## Ἀναγκαίην φασὶ εἶναι τὸν ὀφείλοντα καί τι ψεῦδος λέγειν.
Ἀναγκαίην φασὶ εἶναι τὸν ὀφείλοντα καί τι ψεῦδος λέγειν.
Anankaiēn phasi einai ton opheilonta kai ti pseudos legein.
„Wer Schulden hat, sagen sie, muss notwendig auch lügen.“
Zitat aus den Historien des Herodot. Der Geschichtsschreiber Herodot schreibt dort über die Eigenheiten der Perser:

„Was ihnen zu tun verboten ist, dürfen sich auch nicht aussprechen. Das Entehrendste ist bei ihnen das Lügen. An zweiter Stelle steht das Schuldenmachen, dies aus vielen Gründen, namentlich aber, weil ihrer Meinung nach ein Schuldner notwendig in die Lage kommt, zu lügen.“

## ἀναγκαῖον κακόν
ἀναγκαῖον κακόν
anangkaíon kakón
„notwendiges Übel“
Lateinisch: necessarium malum
Eine frühe Erwähnung findet sich bei Menander:
Τὸ γαμεῖν, ἐάν τις τὴν ἀλήθειαν σκοπῇ,

κακὸν μέν ἐστιν, ἀλλ’ ἀναγκαῖον κακόν
To gamein, ean tis ten aletheian skope,

kakon men estin, all’ anankaion kakon
Das Heiraten ist, wenn einer die Wahrheit im Auge hat,

zwar ein Übel, aber ein notwendiges Übel
Der römische Kaiser Alexander Severus nannte die Finanzbeamten ein notwendiges Übel, die er ursprünglich abschaffen wollte, doch kam er zu der Einsicht, dass dies nicht ohne Schaden für den Staat möglich sei.
Der Humanist Erasmus von Rotterdam schreibt dazu in seiner Sprichwörtersammlung Adagia:

„Damit sind Leute gemeint, die man schlecht entbehren kann, weil man in manchen Dingen auf ihre Dienste angewiesen ist, aber auch nicht gut ertragen, weil sie Schurken sind.“

Er führt diese Redensart auf einen gewissen Hybreas zurück:

„Als sich Euthydamos eine Art Tyrannis aufgebaut hatte, andererseits aber in vieler Hinsicht für die Stadt recht nützlich war, so daß sich Vor- und Nachteile einigermaßen die Waage hielten, sagte der Rhetor Hybreas in einer Rede über ihn: Du bist für unsere Stadt ein notwendiges Übel, denn wir können mit dir nicht leben, ohne dich aber auch nicht.“

Erasmus nennt ein weiteres notwendiges Übel, den Betrüger Publius Cornelius Rufinus, der ein ausgezeichneter Feldherr gewesen sein soll. Von ihm habe Gaius Fabricius Luscinus gesagt, er lasse sich lieber von ihm ausbeuten als vom Feind in die Sklaverei verkaufen.

## Ἄνδρα μοι ἔννεπε, Μοῦσα …

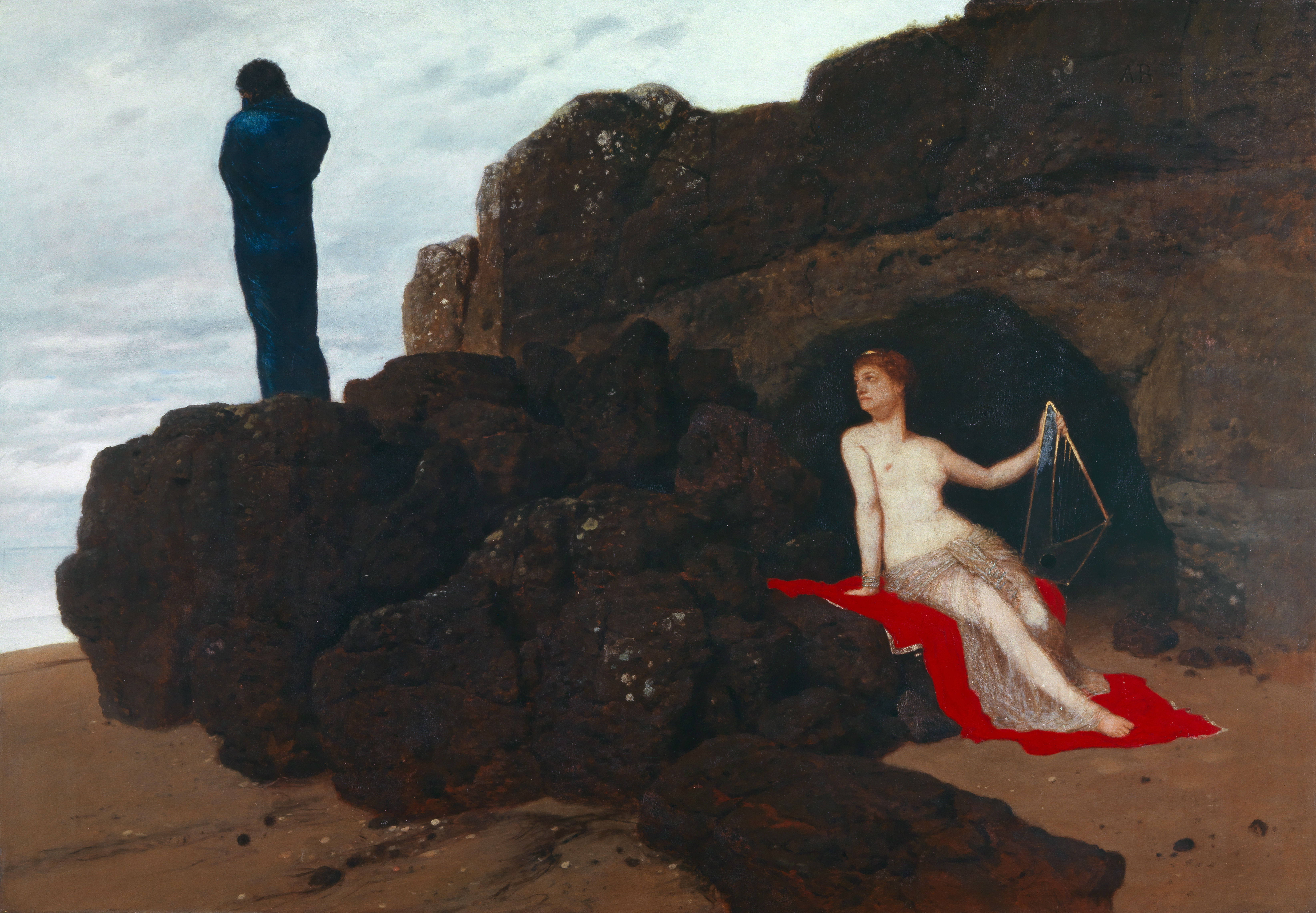
Odysseus bei Kalypso (Arnold Böcklin)

Ἄνδρα μοι ἔννεπε, Μοῦσα …
Ạndra moi ẹnnepe, Moụsa …
„Nenne mir, Muse, den Mann …“
Beginn des ersten Verses von Homers Odyssee, die in 12.200 Hexameterversen erzählt, wie Odysseus, König der Insel Ithaka, nach zehn Jahren Krieg weitere zehn Jahre umherirrt. Nach vielen Abenteuern kehrt er schließlich als Bettler unerkannt heim und findet sein Haus voller Freier, die sein Eigentum verprassen.
Mit der Anrufung der Muse beginnt die – nach Homers Ilias – älteste Dichtung der abendländischen Literatur:
Ἄνδρα μοι ἔννεπε, Μοῦσα, πολύτροπον, ὃς μάλα πολλὰ

πλάγχθη, ἐπεὶ Τροίης ἱερὸν πτολίεθρον ἔπερσε·

πολλῶν δ’ ἀνθρώπων ἴδεν ἄστεα καὶ νόον ἔγνω,

πολλὰ δ’ ὅ γ’ ἐν πόντῳ πάθεν ἄλγεα ὃν κάτα θυμόν,

ἀρνύμενος ἥν τε ψυχὴν καὶ νόστον ἑταίρων.
Ạndra moi ẹnnepe, Moụsa, polỵtropon, họs mala pọlla

plạnchthē, epeị Troiẹ̄s hierọn ptoliẹthron epẹrse;

pọllōn d’ ạnthrōpọ̄n iden ạstea kaị noon ẹgnō,

pọlla d’ ho g’ ẹn pontọ̄ pathen ạlgea họn kata thỵmon,

ạrnymenọs hēn tẹ psychẹ̄n kai nọston hetaịrōn.
In der Übersetzung von Johann Heinrich Voß aus dem Jahr 1781 lauten die Eingangsverse der Odyssee so:
Sage mir, Muse, die Taten des vielgewanderten Mannes,

Welcher so weit geirrt, nach der heiligen Troja Zerstörung,

Vieler Menschen Städte gesehn und Sitte gelernt hat,

Und auf dem Meere so viel unnennbare Leiden erduldet,

Seine Seele zu retten und seiner Freunde Zurückkunft.

## ἀνδραγαθία
ἀνδραγαθία
andragathía
„Tapferkeit und Tugend“
Diese Bezeichnung der kalabrischen Mafia-Organisation ’Ndrangheta ist vermutlich eine Kontraktion aus zwei griechischen Wörtern ἀνδρεια andreia („Tapferkeit“) und ἀγαθία agathia („Tugend“) und stammt aus dem in Teilen Süditaliens gesprochenen griechischen Dialekt Griko.
Die Mitglieder der ‘Ndrangheta sind durchweg blutsverwandt.

## Ανδρέα ζης, εσύ μας οδηγείς!
Ανδρέα ζης, εσύ μας οδηγείς!
Andrea, zis! Esi mas odigis!
„Andreas, Du lebst noch immer! Du führst uns!“
Andreas Papandreou wurde 1939 von der 1936 errichteten Diktatur von Ioannis Metaxas festgenommen, eingesperrt und gefoltert, wurde jedoch später entlassen und konnte das Land verlassen. Papandreou kehrte 1959 nach Griechenland zurück. 1963 wurde sein Vater Georgios Papandreou zum Premierminister gewählt. Andreas Papandreou wurde zum ökonomischen Chefberater. Er verzichtete auf seine US-amerikanische Staatsbürgerschaft und wurde 1964 ins Parlament gewählt. Sofort wurde er zum Ersten Staatsminister berufen.
Sein Sohn Giorgos A. Papandreou wurde 2004 zum Vorsitzenden der PASOK (Gesamtgriechische Sozialistische Bewegung) gewählt. Bei den Wahlen 2004 nutzten die Sozialisten Papandreous Erbe mit diesem Slogan. Dennoch wurde PASOK vom jungen Vorsitzenden der Nea Dimokratia, Kostas Karamanlis, besiegt.

## Ἀνέγνων, ἔγνων, κατέγνων.

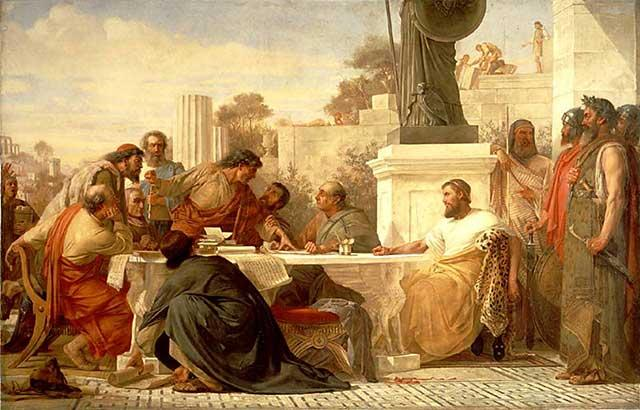
Edward Armitage: Kaiser Julian präsidiert über eine Konferenz der Sektierer

Ἀνέγνων, ἔγνων, κατέγνων.
Anegnōn, egnōn, kategnōn.
„Ich habe gelesen, ich habe verstanden, ich habe verworfen.“
Lateinisch: Legi, intellexi, damnavi.
Laut dem Kirchenhistoriker Sozomenos soll der römische Kaiser Julian diese Worte in einem Brief an die führenden Bischöfe gerichtet haben, mit denen er die christliche Lehre verwarf. Sozomenos zufolge erwiderten die Bischöfe:

«Ἀνέγνως, ἀλλ’ οὐκ ἔγνως· εἰ γὰρ ἔγνως, οὐκ ἂν κατέγνως.»

„Anegnōs, all’ ouk egnōs; ei gar egnōs, ouk an kategnōs.“

„Du hast wohl gelesen, doch nicht verstanden; denn hättest du verstanden, hättest du nicht verworfen.“

Lateinisch:

“Legisti quidem, sed non intellexisti; nam si intellexisses, nunquam condemnasses.”

Julians Verdikt ist offensichtlich Caesars berühmtem Ausspruch Ἦλθον, εἶδον, ἐνίκησα. (Veni vidi vici) nachgebildet.
Die kurze Regierungszeit Julians erlangte durch seinen Versuch Bedeutung, das durch Konstantin den Großen privilegierte Christentum zugunsten der römischen, besonders aber der griechischen Religion und der östlichen Mysterienkulte zurückzudrängen. Julian wurde zwar arianisch-christlich erzogen, las aber auch die Schriften des heidnischen Rhetoriklehrers Libanios, der 363 seine Grabrede verfassen sollte.
Julian ließ sämtliche von seinem Vorgänger verbannten Bischöfe aus der Verbannung zurückrufen, um die inneren Streitigkeiten der Kirche zu schüren. Ammianus Marcellinus berichtet, dass Julian die Führer der verfeindeten Sekten, deren Argumente er kannte und verspottete, in seinen Palast rufen ließ, um das Schauspiel ihrer Streitereien zu genießen.

## Ἀνερρίφθω κύβος.
Ἀνερρίφθω κύβος.
Anerriphthō kybos.
„Der Würfel soll geworfen sein.“

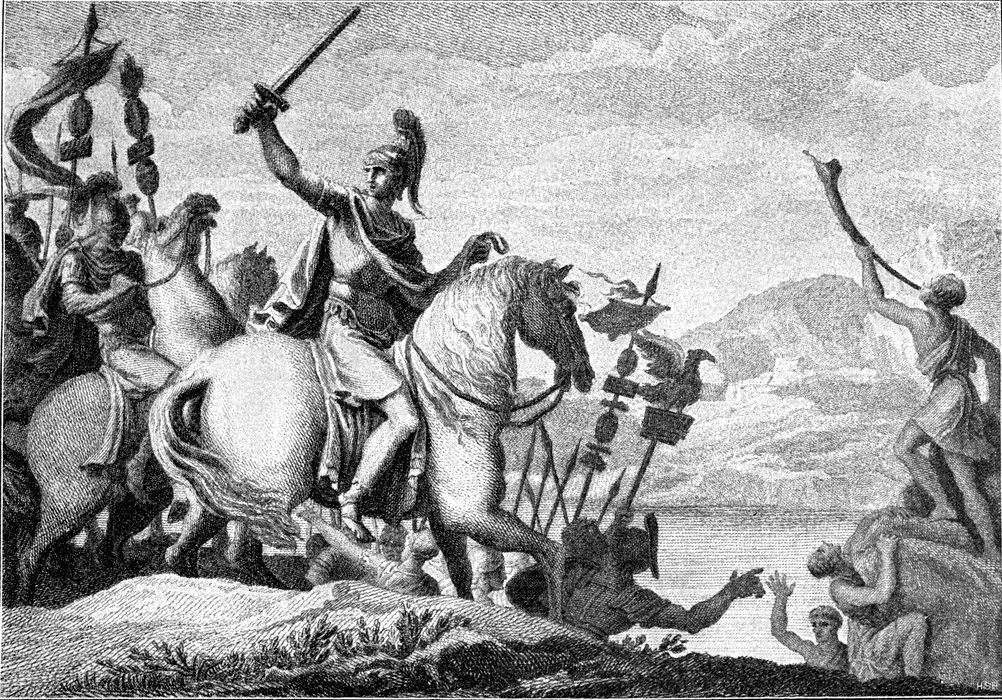
Caesar überschreitet den Rubikon

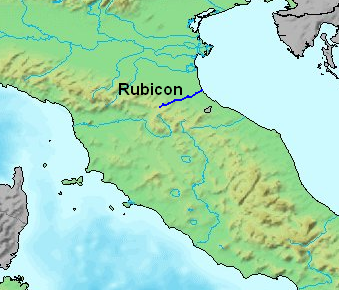
Der Rubikon

Dieser Ausspruch wird meist mit „Der Würfel ist gefallen!“ übersetzt. Die oft zitierte lateinische Version ist Alea iacta est.
Am 10. Januar 49 v. Chr. erscheint Julius Caesar am Rubikon, dem Grenzfluss zur entmilitarisierten Zone um Rom, dem sich kein römischer Feldherr mit seinen Truppen nähern durfte, und sagte zunächst:

„Noch können wir zurück; wenn wir diese kleine Brücke überschreiten, wird alles mit Waffen auszutragen sein.“

Während er noch unschlüssig dastand, kam ein Hirte, entriss einem Soldaten die Trompete, überschritt den Fluss und blies Alarm. Darauf sagte Caesar:

„Dorthin führt der Weg, wohin die Zeichen der Götter und die Schandtaten der Feinde rufen. Geworfen ist der Würfel.“

In seiner Lebensbeschreibung des Pompejus berichtet Plutarch, dass Caesars Ausspruch auf Griechisch gefallen sei:

«Ἑλληνιστὶ πρὸς τοὺς παρόντας ἐκβοήσας, Ἀνερρίφθω κύβος, διεβίβαζε τὸν στρατόν.»

„Er rief mit lauter Stimme in griechischer Sprache den Anwesenden zu: ‚Hochgeworfen sei der Würfel‘ und führte das Heer hinüber.“

Gemäß Athenäus von Naukratis stammt dieser Satz ursprünglich vom Komödiendichter Menander. Dort heißt es zum Thema Heiraten:

«Οὐ γαμεῖς, ἂν νοῦν ἔχῃς […]. Δεδογμένον τὸ πρᾶγμ’· ἀνερρίφθω κύβος.»

„Ou gameis, an noun echēs […]. Dedogmenon to pragm’. Ἀnerriphthō kybos.“

„Du heiratest nicht, wenn du Verstand hast […]. Beschlossen ist die Sache. Der Würfel sei geworfen!“

## Ἄνθρωπον ζητῶ.
Ἄνθρωπον ζητῶ.
Anthrōpon zētō.
„Ich suche einen Menschen.“

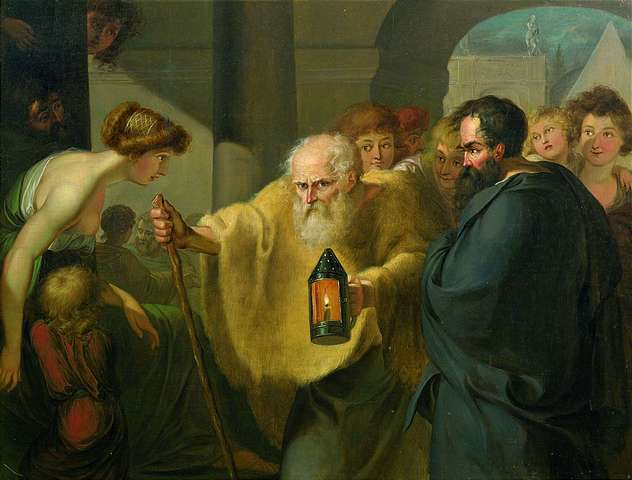
Diogenes mit der Lampe auf dem Marktplatz:
Ἄνθρωπον ζητῶ. –
„Ich suche einen Menschen.“

Dies rief der Misanthrop Diogenes von Sinope laut, als er am hellen Tage mit einer Laterne in der Hand über den Marktplatz lief und gefragt wurde, was er suche. Weiter sagte er:

«Ἄνθρώπους ἐκάλεσα, οὐ καθάρματα.»

„Menschen rief ich, keinen Abschaum.“

Der französische Schriftsteller des 18. Jahrhunderts Nicolas Chamfort schrieb zu diesem Verhalten des Diogenes:

„Ein geistreicher Mann ist verloren, wenn er nicht auch ein Mann von energischem Charakter ist. Hat man die Laterne des Diogenes, so muss man auch des Diogenes Stock haben.“

Außerdem stellte Chamfort fest:

„Wenn Diogenes in unserer Zeit leben würde, müßte seine Laterne eine Blendlaterne sein.“

Der Schweizer Altphilologe Kurt Steinmann schreibt unter der Überschrift Falschmünzer oder Umpräger? Diogenes, der philosophische Clown:

„Der Auftritt mit der Laterne ist ein Glanzstück unter seinen Aktionen als Philosophie-Clown. Eine Prise Kabarett findet sich in den meisten seiner Open-air-Demonstrationen. Ihre Eigenart ist das «spudogeloion», die Mischung von Ernstem, das heisst Moralischem, und Lächerlich-Witzigem. Die grosse Mehrzahl der Diogenes-Anekdoten reizt mit komödienspezifischen Mitteln zum Lachen: durch Spott und Situationskomik, derbe Prügeleien und witzige Obszönitäten. Diogenes übernimmt gleichsam Funktionen der alten Komödie, deren einst scharfe Messer im vierten Jahrhundert stumpf geworden waren.“

## Ἄνθρωπος μέτρον ἁπάντων.
Ἄνθρωπος μέτρον ἁπάντων.
Anthrōpos metron hapantōn.
„Der Mensch ist das Maß aller Dinge.“
Dieser so genannte Homo-Mensura-Satz (lateinisch homo: „Mensch“; mensura: „Maß“) stammt vom Sophisten Protagoras und wurde bereits von seinen zeitgenössischen religiösen Widersachern als Ausdruck eines extremen epistemischen Relativismus gedeutet:

„Der Mensch ist das Maß aller Dinge. Derjenigen, die sind, so wie sie sind. Derjenigen, die nicht sind, so wie sie nicht sind.“

Der Homo-Mensura-Satz bedeutet inhaltlich, dass es keine allgemein gültige Wahrheit gibt. Wahr sind die Dinge, wie sie dem Menschen erscheinen. Es ist allerdings umstritten, ob damit der einzelne Mensch, oder die Gattung Mensch gemeint ist.
Der österreichische Staatswissenschaftler Leopold Kohr schreibt zu diesem Satz:

„Nur ein einziger Satz des griechischen Philosophen Protagoras ist in seinem Wortlaut erhalten geblieben. Trotz seiner Kürze kann er an Bedeutung kaum übertroffen werden. Der Mensch ist das Maß aller Dinge. Als ich diesen Satz im Griechischunterricht eines Salzburger Gymnasiums kennen lernte, konnte ich damit nicht viel anfangen. Erst später begann ich zu begreifen, dass das Verständnis von der richtigen Betonung abhing: Der Mensch ist das Maß.“

Kohr ist der Ansicht, dass Protagoras meinte, dass der Einzelmensch im Zentrum stehe und folgert daraus:

„Dem Menschen muss alles angepasst werden: sein Haus, sein Eigentum, seine Institutionen, sein Staat, seine Ziele. Und da der Mensch eben klein ist, heißt das, dass alles, was er schafft, beschränkt sein muss, dass alles seine Grenzen hat.“

Kohr verweist auf Aristoteles, der in seiner Analogie zur Staatsgröße feststellte, dass ein größeres Schiff ein besseres Schiff sein kann, aber ein Schiff, das einen Zentimeter oder einen Kilometer lang ist, ist nicht etwa ein schlechtes Schiff, sondern kein Schiff mehr, denn seine Größe vernichtet seine Funktion.

## Ἄνθρωπος μικρὸς κόσμος.
Anthrōpos mikros kosmos.
„Der Mensch ist eine kleine Welt.“
Der Philosoph Demokrit von Abdera setzt hier den Menschen mit dem All gleich, was unter dem Begriff Mikrokosmos-Makrokosmos-Schema bekannt ist. Der Mensch ist also ein Kosmos im Kleinen. Der Unterschied von Makrokosmos (dem All) und Mikrokosmos (dem Menschen) ist bereits vorgezeichnet.
Nach Demokrit gibt es zahllose Welten in einem unendlich großen Weltall und überträgt den Gedanken der Atombewegung auf den Makrokosmos. Wenn zwei Welten (ähnlich wie im Mikrokosmos die Atome) aufeinanderstoßen, gehen diese zugrunde. Wie sich die Ordnung des Kosmos im richtigen Verhältnis seiner Teile zeigt, so verhält es sich auch mit der Lebensführung des Menschen, wo ebenfalls der goldene Mittelweg das Maß aller Dinge ist.
Im Griechischen ist es – anders als im Deutschen – möglich, dass alle drei Wörter gleich enden. Diese Klangfigur nennt man Homoioteleuton (ὁμοιοτέλευτον), eine der möglichen Quellen, die zu der Herausbildung des Endreims geführt haben könnten.

## ἀνομάλωσις τῶν οὐσιῶν
ἀνομάλωσις τῶν οὐσιῶν
anomalōsis tōn ousiōn
„Vermögensgleichheit“
Forderung aus der Staatstheorie des vorsokratischen Philosophen Phaleas von Chalkedon, wie sie Aristoteles in seiner Politik erwähnt.  Aristoteles bezeichnet Phaleas als den ersten Verfassungstheoretiker, der die Ursache für soziale Unruhen in ungerechter Besitzverteilung sah.
Phaleas habe laut Aristoteles gefordert, bei der Gründung neuer Staaten oder Kolonien alle Bürger finanziell gleichzustellen. Für bereits existierende Staaten empfahl er die kontinuierliche Verheiratung von armen und reichen Leuten. Gleicher Grundbesitz und gleiche Bildung sollte für die Gleichgerichtetheit der Interessen sorgen.

## Ἄξιόν ἐστιν.
Ἄξιόν ἐστιν.
Axion estin.
„Es ist würdig.“
Dies ist der Name einer Ikone einer Muttergottesdarstellung mit Kind, die sich auf dem Berg Athos befindet. Sie entging dem Bildersturm der Ikonoklasten im 9. Jahrhundert und gilt heute als eine der wenigen bildlichen Darstellungen aus jener Zeit. Sie ist gemeinsam mit der Ikone Portaïtissa die berühmteste der wundertätigen Ikonen des Athos. Die silbern leuchtende Axion estin ist die wichtigste Ikone der Orthodoxie. Dreimal (1963, 1985 und 1987) hat sie den Berg verlassen und wurde dabei wie ein Staatsoberhaupt gefeiert.
Der Tradition nach fand das Wunder der Offenbarung durch den Erzengel Gabriel im Jahr 982 statt. Protos Seraphim, der spirituelle Vater des Heiligen Denys vom Olymp, erzählte im Jahr 148, dass in einiger Entfernung vom Athos ein tugendhafter Mönch mit seinem jungen Schüler lebte. Eines Samstagabends ließ der alte Mönch seinen Jünger allein. Am Abend bat ein unbekannter Mönch um Quartier. Am Morgen sangen sie gemeinsam in der Kapelle das Offizium. Als sie zur neunten Ode kamen und der Jünger vor der Ikone der Muttergottes die Hymne Ehrwürdiger als die Cherubim anstimmte, sagte der Fremde:

„Es ist wahrhaft würdig, dich zu verkündigen, Mutter Gottes, ewig Glückselige und vollkommen Unbefleckte und Mutter unseres Gottes.“

Der Jünger bat seinen Gast, den ihm unbekannten Text aufzuschreiben. Da sie kein Papier fanden, gravierte der Unbekannte die Hymne mit seinem Finger in eine Steinplatte und sagte: „Vom heutigen Tag an sollen alle Orthodoxen die Hymne zur Mutter Gottes auf diese Art singen.“ – Der Fremde aber war der Erzengel Gabriel.
Dieses Megalynarion wird in der ostkirchlichen Liturgie öfters gesungen, z. B. beim Empfang und Einzug des Bischofs.
Axion esti ist auch der Titel eines Oratoriums von Mikis Theodorakis mit dem Text von Odysseas Elytis.

## Ἅπαξ λεγόμενον
Ἅπαξ λεγόμενον
Hápax legómenon
„etwas einmal Gesagtes“
Hapax legomenon bezeichnet ein Wort, das nur an einer einzigen Stelle in einem gegebenen Korpus belegt ist. Im Neuen Testament ist ein Hapax legomenon ein Anzeichen dafür, dass der Autor fremdes Textmaterial in seinen Text eingebaut hat, oder dafür, dass der Text von einem späteren Bearbeiter verändert wurde.
Auch einige Schriftsteller sind für ihre Hapax legomena berühmt. Dazu gehören z. B. Jean Paul, oder Kurt Schwitters.
- Autogyos (αὐτόγυος), das Wort für einen bestimmten Pflug, findet sich nur bei Hesiod und es ist unklar, um welche Art Pflug es sich dabei eigentlich handelt.
- Panaorios (παναώριος), das Wort für einen ungünstigen Zeitpunkt ist eines von vielen Hapax legomena in der Ilias und bezieht sich auf ein Kind, dem es bestimmt ist, dass es unzeitig, also zu früh sterben wird.

## ἀπὸ μηχανῆς Θεός
ἀπὸ μηχανῆς Θεός
apo mēchanḗs Theos
„Gott aus der Maschine“

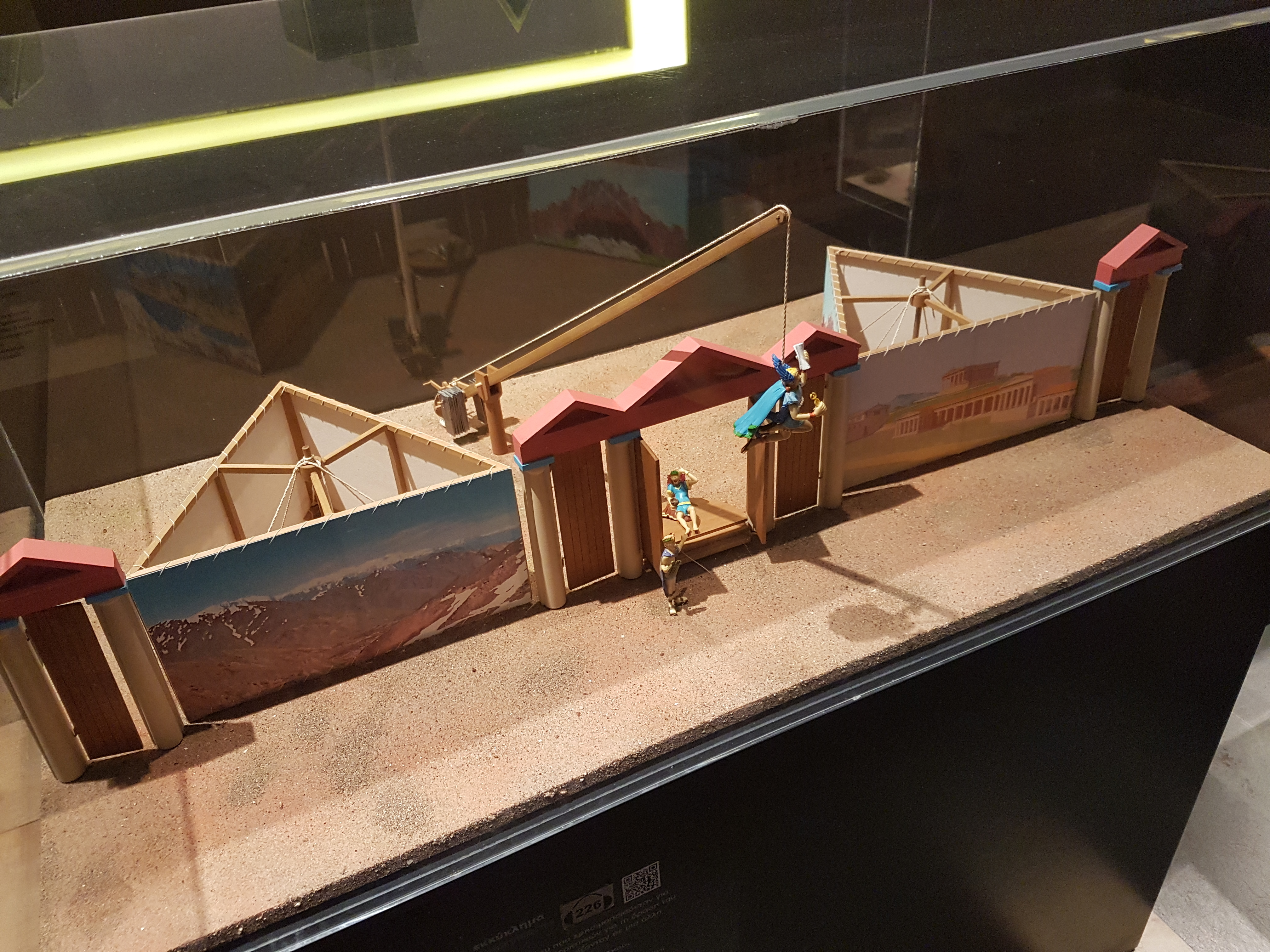
Modell der Theatermaschine (5. Jahrhundert v. Chr.) für den Deus ex machina im Technischen Museum Thessaloniki

Gott aus der Maschine, Deus ex machina, bezeichnete ursprünglich das Auftauchen einer Gottheit mit Hilfe einer Bühnenmaschinerie. In der antiken Tragödie gab es Konflikte, die sich nicht immer aus der Handlung heraus lösen ließen. Ihre Lösung erfolgte von außen durch das überraschende Eingreifen einer Gottheit, die in einer Hebemaschine über der Bühne schwebte.
Bei Dion Chrysostomos (circa 100 n. Chr.) wird der Satz im Bezug auf Sokrates’ Verhalten erwähnt:

«(14) […] ὑπὸ ἀπορίας ἀνῆγον ἐπί τινα λόγον ἀρχαῖον, λεγόμενον ὑπό τινος Σωκράτους, ὃν οὐδέποτε ἐκεῖνος ἐπαύσατο λέγων, πανταχοῦ τε καὶ πρὸς ἅπαντας βοῶν καὶ διατεινόμενος ἐν ταῖς παλαίστραις καὶ ἐν τῷ Λυκείῳ καὶ ἐπὶ τῶν ἐργαστηρίων καὶ κατ’ ἀγοράν, ὥσπερ ἀπὸ μηχανῆς θεός, ὡς ἔφη τις.»

„(14) […] in auswegloser Lage nahm ich Zuflucht bei einem alten Wort, das von einem gewissen Sokrates gesagt worden ist, und das jener nicht aufhörte zu sagen, überall und zu allen, schreiend und deklamierend, in den Sportstätten und im Lykeion, bei den Werkstätten und auf dem Markt, gleichsam als Gott aus der Maschine, wie jemand anmerkte.“

Plutarch (circa 100 n. Chr.) nannte in diesem Zusammenhang eine „Gebetsmaschine“ (μηχανὴν ἄρας mēchanḗn aras), das heißt eine Maschine, in der ein den Gott darstellender Schauspieler Gebete erhört:

«[10] ἔνθα δὴ Θεμιστοκλῆς ἀπορῶν τοῖς ἀνθρωπίνοις λογισμοῖς προσάγεσθαι τὸ πλῆθος, ὥσπερ ἐν τραγῳδίᾳ μηχανὴν ἄρας, σημεῖα δαιμόνια καὶ χρησμοὺς ἐπῆγεν αὐτοῖς.»

„[10] Oftmals wenn Themistokles keinen Weg sah, die Menge mit Vernunftgründen auf seine Seite zu ziehen, führte er ihnen überirdische Zeichen und Weissagungen vor, wie eine Gebetsmaschine in der Tragödie.“

Michael Apostolios (15. Jahrhundert) führte das Wort in seiner Sammlung antiker Redensarten auf:

«Ἀπὸ μηχανῆς θεὸς ἐπιφανείς.»

„Erschienen wie ein Gott aus der Maschine.“

## Ἀποθανεῖν θέλω.
Ἀποθανεῖν θέλω.
Apothanein thelo.
„Sterben will ich.“
Diesen Satz gibt Petron in seinem Roman Satyricon als Ausspruch der Sibylle von Cumae an. Trimalchio erzählt, er habe in seiner Jugend Jungen gesehen, welche die Sibylle gefragt hätten, was sie wolle, und sie habe mit diesem Satz geantwortet. Wie man bei Ovid liest, hatte die Sibylle von Apollo ein überlanges Leben gewünscht, aber vergessen, auch ewige Jugend zu verlangen.

## Ἀποπουδοβαλία
Ἀποπουδοβαλία
Apopoudobalia
„das Ball-mit-dem-Fuß-Wegwerfen“
Apopudobalia ist ein in der ersten Auflage des altertumswissenschaftlichen Nachschlagewerks Der Neue Pauly enthaltener fingierter Lexikonartikel (salopp auch „U-Boot“ genannt). Der Artikel wurde von Mischa Meier verfasst. Der gewollt fehlerhafte Eintrag gilt heute als eines der bekanntesten „U-Boote“ der modernen Lexikografie.
Laut Lexikoneintrag soll Apopudobalia eine antike Sportart gewesen sein, die als Vorform des neuzeitlichen Fußballspiels gelten könne. Die Wortbildung „Apopudobalia“ ist eine altgriechische Kunstübersetzung für „Fußball“, die gegen Regeln der griechischen Wortbildung verstößt.

## Ἄριστον μὲν ὕδωρ.
Ἄριστον μὲν ὕδωρ.
Ariston men hydōr.
„Das Beste zwar ist Wasser.“

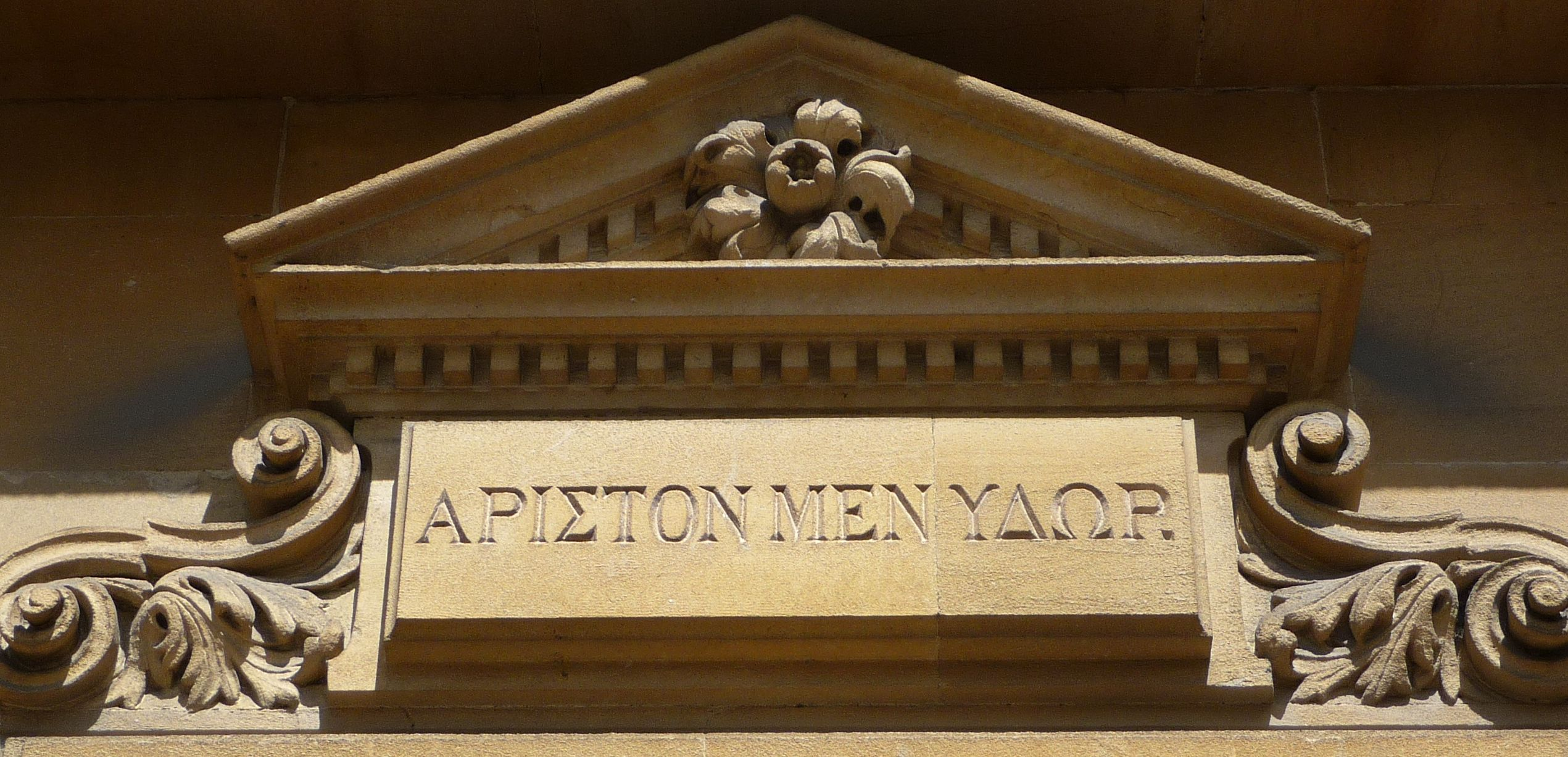
Inschrift am Pumpraum des Heilbades Bath

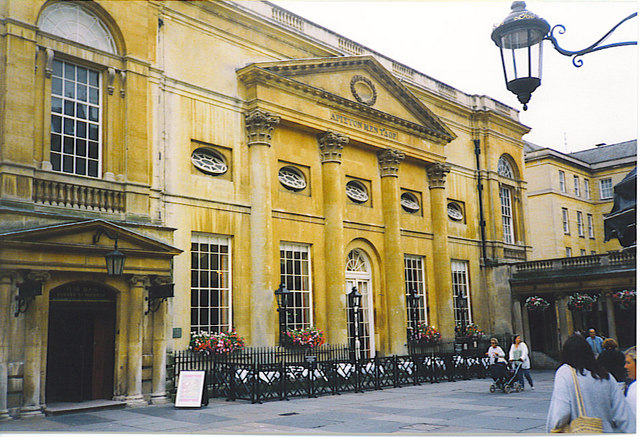
Eingang zum Pumpraum des Heilbades Bath mit Inschrift

Der Satz ist eine häufige Aufschrift auf Brunnen, z. B. über dem Pumpraum des britischen Heilbades Bath.
In Pindars Ode für Hieron, den Tyrannen von Syrakus, für seinen Sieg mit dem Rennpferd in der Olympiade von 476 heißt es:
Das Beste zwar ist Wasser. Aber

Gold ist leuchtendes Feuer,

da es herausstrahlt nachts hell aus dem männerpreisenden Reichtum.

Wenn es dich aber Wettkämpfe zu rühmen

drängt, mein liebes Herz,

schau nur aus nach der Sonne,

keinem wärmenderen am Tag durch den einsamen Himmel strahlenden Stern -

und keinen Wettkampf als den zu Olympia werden wir als besseren nennen.
Es geht hier also keineswegs um den Preis des Wassers als der Arché der Welt – ein Irrtum, der daher kommt, dass der erste Vers dieser Ode fälschlicherweise oft als ein Satz des Thales ausgegeben wird –, sondern Pindar meint mit diesen Vergleichen: Wasser ist köstlicher als alles andere, aber Gold funkelt heller als andere Metalle, jedoch die Sonne überstrahlt die anderen Gestirne – und ebenso sind die Olympischen Spiele die bedeutendsten Wettkämpfe der Griechen.
Zum Reigen der „heiligen Spiele“ zählen außerdem:
- die Pythischen Spiele (zu Ehren des pythischen Apollon in Delphi)
- die Nemeischen Spiele (zu Ehren des Zeus bei Nemea und Argos)
- die Isthmischen Spiele (zu Ehren Poseidons am Isthmus von Korinth)
- die Panathenäen (zu Ehren der Athene, der Schutzgöttin Athens)

Siehe auch Μᾶτερ ὦ χρυσοστεφάνων ἀέθλων, Οὐλυμπία. („O Mutter der goldgekrönten Kampfspiele, Olympia!“)

## αρματολοί και κλέφτες
αρματολοί και κλέφτες
armatoli ke klephtes
„Bewaffnete und Diebe“

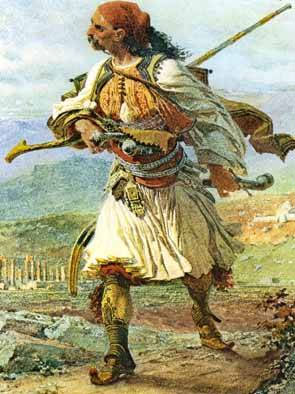
Armatole bei den Ruinen von Korinth

Bezeichnung für irreguläre griechische Milizsoldaten im Ottomanischen Reich während der Griechischen Revolution: Armatolen (Αρματολοί) und Kleften (Κλέφτες).
Die Armatolen (lokale Milizen) waren Rebellen gegen die herrschenden Osmanen. Sie waren anfangs Milizeinheiten, die aus christlichen Griechen bestanden und von den osmanischen Herrschern mit Polizeiaufgaben in bestimmten Bezirken (griechisch Αρματολίκια) betraut waren. Ab dem 17. Jahrhundert wandten sie sich zunehmend gegen die Staatsmacht. 1721 wurden sie offiziell aufgelöst und durch islamische Untertanen ersetzt.
Die Kleften (revolutionäre Räuber) rekrutierten sich ursprünglich aus Griechen, die sich aus den verschiedensten Gründen der türkischen Justiz entzogen und in die Berge gingen. Sie wandelten sich im Lauf der Zeit von Räuberbanden zu Widerstandskämpfern. Ihr freies Leben fand in Volksliedern seinen Niederschlag und lebt in Liedern und Legenden fort.

## Ἁρμονίη ἀφανὴς φανερῆς κρείττων.
Ἁρμονίη ἀφανὴς φανερῆς κρείττων.
Harmoniē aphanēs phanerēs kreittōn.
„Verborgene Harmonie ist besser als die offensichtliche.“
Zitat aus den Fragmenten des Philosophen Heraklit, zu dem der US-amerikanische Autor Roger van Oech in seinem Buch Was würde Heraklit tun? schreibt:

„Warum fand Heraklit das Verbinden des ‚scheinbar Unverknüpften‘ so wundervoll? Vielleicht hatte er erkannt, dass Ideen ihre Macht verlieren und zu immer leichter vorhersehbaren Ergebnissen führen, wenn man sie immer wieder in derselben Konstellation sieht und anwendet.“

Wer aber Ideen verknüpft, gelangt zu Aha-Erlebnissen.

## Αρχαίον Πνεύμ’ αθάνατον
Αρχαίον Πνεύμ’ αθάνατον
Archéon Pnewm’ athánaton
„Uralter unsterblicher Geist“

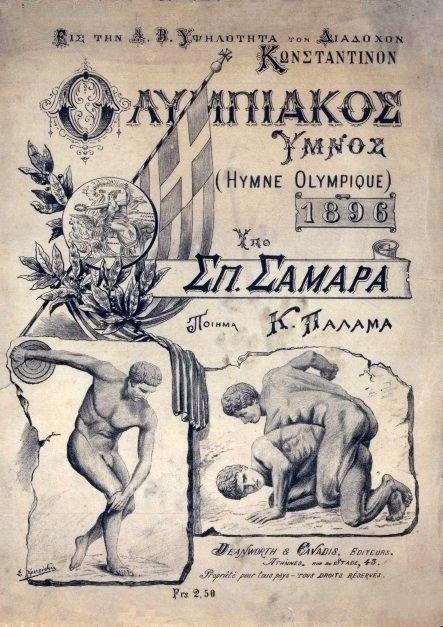
Titelblatt der Erstausgabe der Olympischen Hymne

Anfangsworte der Olympischen Hymne (Ολυμπιακός Ύμνος Olympiakos Ymnos), deren Text von Kostis Palamas für die 1. Olympischen Spiele der Neuzeit 1896 in Athen geschrieben wurde. Sie ist die einzige offizielle olympische Festmusik und hat den Status einer Nationalhymne.
Der Text der ersten Strophe lautet:
Αρχαίον Πνεύμ’ αθάνατον, αγνέ πατέρα

του ωραίου, του μεγάλου και τ’ αληθινού,

κατέβα, φανερώσου κι άστραψ’ εδώ πέρα

στην δόξα της δικής σου γης και τ’ ουρανού.
Archeon Pnewm’ athanaton, agne patera,

tou oreou, tou megalou ke t’ alithinou,

kateva, phanerosou ki astaps’ edo pera,

stin doxa tis dikis sou gis ke t’ ouranou.
In der deutschen Übersetzung:
Uralter unsterblicher Geist, wahrer Vater

Der Schönheit, der Größe und der Wahrheit,

Steig herab, offenbare dich uns hier als Blitz

In der Herrlichkeit deiner Welt, deines Himmels.

## Ἀρχὴ ἥμισυ παντός.
Ἀρχὴ ἥμισυ παντός.
Archē hēmisy pantós.
„Der Anfang ist die Hälfte des Ganzen.“
Dieser Spruch wird von Platon und Aristoteles als sprichwörtlich angeführt.
Bei Aristoteles gibt es sogar die gesteigerte Fassung:

„(Der Anfang) ist aber sogar, wie mir scheint, mehr als die Hälfte.“

In diesem Zusammenhang ist der folgende Satz des Dichters Hesiod zu sehen:

«πλέον ἥμισυ παντός.»

„pléon hēmisy pantós.“

„Mehr ist die Hälfte als das Ganze.“

## Ἀρχὴ μεγίστη τοῦ βίου τὰ γράμματα.
Ἀρχὴ μεγίστη τοῦ βίου τὰ γράμματα.
Archē megístē tou bíou ta grámmata
„Der beste Anfang des Lebens sind die Buchstaben.“
Dieses Zitat wird ursprünglich Heraklit zugeschrieben:
„Des Lebens eigentlicher Anfang ist die Schrift.“
Als Aristoteles-Zitat und Übungstext findet es sich auf einer altgriechischen Schreibtafel in Großbuchstaben „ΑΡΧΗ ΜΕΓΙΣΤΗ ΤΟΥ ΒΙΟΥ ΤΑ ΓΡΑΜΜΑΤΑ“ und weist auf die Bedeutung der Schrift hin.
Anderen Quellen zufolge wird dieses Zitat aber auch dem Philosophen Heraklit zugeschrieben. Der deutsche Dichter Johann Gottfried Herder schreibt Jahrtausende später: „Der Mensch ist das Tier, das Schrift hat.“

## ἄσβεστος γέλως
ἄσβεστος γέλως
ásbestos gélōs
„unauslöschliches Gelächter“

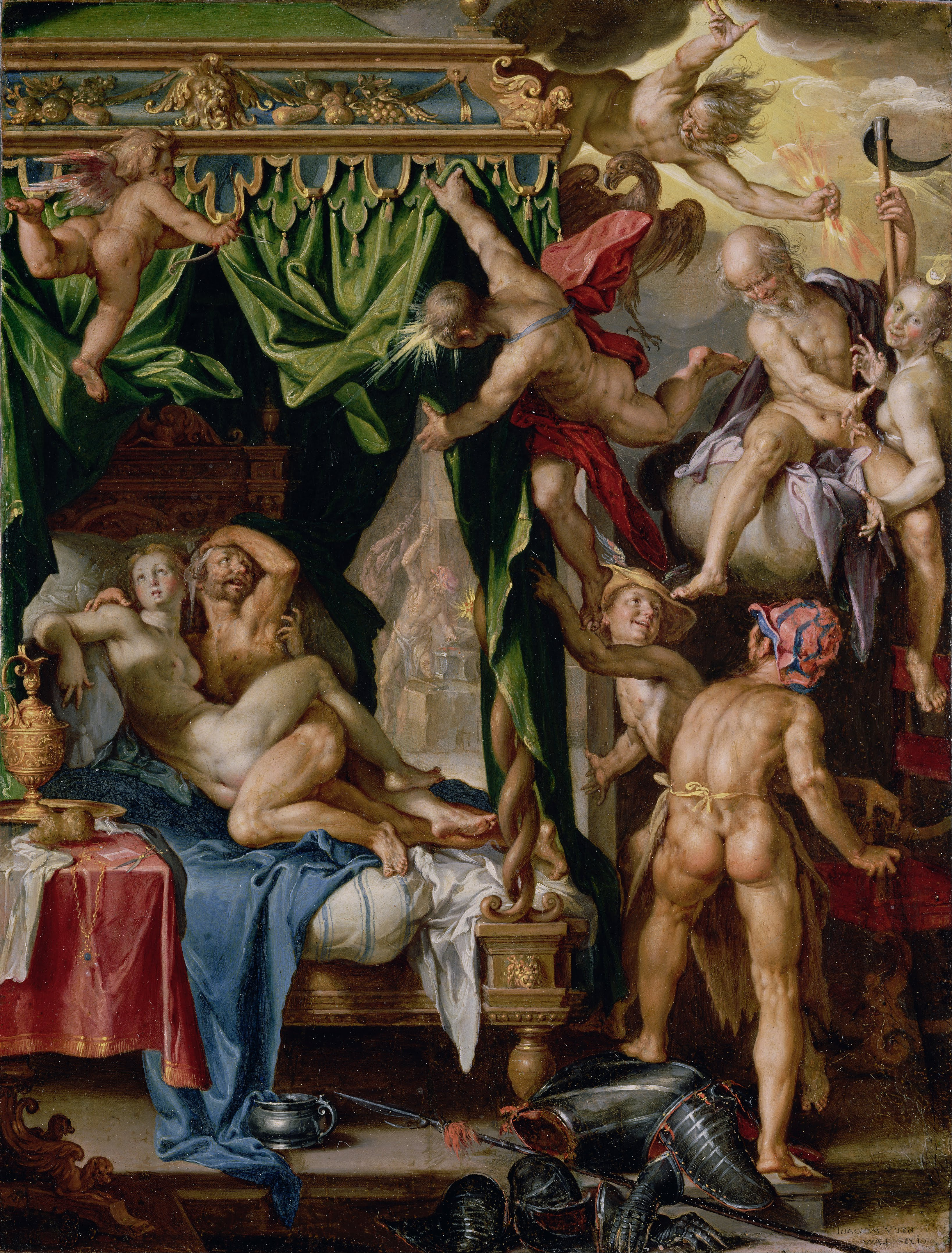
Aphrodite und Ares werden von den anderen Göttern ausgelacht.

Das so genannte homerische Gelächter bezeichnet das herzliche Lachen, das Homer die olympischen Götter anstimmen lässt. Anlass dazu war beide Male der Gott Hephaistos:
In der Odyssee hat Hephaistos seine Gattin Aphrodite mit ihrem Liebhaber Ares in einem Netz gefangen, das er über seinem Ehebett angebracht hatte, und dann die übrigen Götter dazugerufen. In der Übersetzung von Johann Heinrich Voß beklagt sich Hephaistos mit diesen Worten:
Vater Zeus, und ihr andern, unsterbliche selige Götter!

Kommt und schaut den abscheulichen unausstehlichen Frevel:
Die anderen Götter aber brachen nur in Gelächter aus:
Und ein langes Gelächter erscholl bei den seligen Göttern.
In der Ilias amüsieren sich die Unsterblichen über Hephaistos, der gerade einen Streit unter ihnen entschärft hat und nun fleißig Nektar ausschenkt:

„Unauslöschliches Lachen entstand bei den seligen Göttern, Als sie Hephaistos sahn, der durch die Gemächer umherschnob.“

## ασθενής στο γύψο
ασθενής στο γύψο
asthenis sto gypso
„Patient im Gips“
Allegorie, mit der der Junta-Führer Giorgios Papadopoulos in seinen Reden Griechenland verglich und sich gleichzeitig als Arzt darstellte, der den Kranken heilen wolle:

„Wir haben es mit einem Kranken zu tun, den wir auf den Operationstisch gelegt haben. Und wenn der Chirurg den Patienten während der Operation nicht auf dem Operationstisch festbindet, kann es geschehen, dass er ihn, statt seine Gesundheit wiederherzustellen, in den Tod führt. Damit er die Operation gefahrlos übersteht, müssen wir ihn fesseln!“

Das hieß konkret, dass Tausende von Gegnern des Regimes in Haft genommen oder gar mit einem Hubschrauber auf die Gefangeneninsel Gyaros geflogen wurden.

## ἄσυλος τόπος
ἄσυλος τόπος
asylos topos
„sicherer Ort“
Das Wort Asyl leitet sich her von σῦλος sylos („beraubt“) mit Alpha privativum – der ursprüngliche Sinn ist „unberaubt“ – und bezeichnet einen Zufluchtsort sowie Schutz vor Gefahr und Verfolgung. Im Asyl fanden Wanderer, Flüchtlinge und Pilger Schutz.
Der Altphilologe Karl-Wilhelm Weeber schreibt zu diesem Terminus:

„Der altgriechische Asyl-Begriff war umfassender und enger zugleich. Umfassender, weil er den Schutz davor, ‚gewaltsam fortgeführt zu werden‘ (σῦλος, sylos, verneint durch davor gesetztes alpha privativum), nicht auf ein bestimmtes Motiv seines Asylbegehrens einschränkte, enger, weil er sich im Wesentlichen auf heilige Stätten wie Tempel und Altäre bezog. Wer sich dorthin – in die Obhut einer Gottheit – flüchtete, durfte von dem ἄσυλος τόπος, ásylos tópos, dem ‚unverletzlichen Ort‘, nicht mit Gewalt entfernt werden. Setzte sich jemand über diesen kultischen Schutzbefehl hinweg, so lud er vor den Göttern schwere Schuld auf sich.“

Diese Asylie (ἀσυλία) war ein Privileg, das eine Polis, ein Heiligtum, einzelne Personen oder Personenverbände erwerben konnte und den Schutz vor gewaltsamen Überfällen garantieren sollte. Sie galt auch für flüchtige Sklaven und Verbrecher.
Um Fremden Rechtsschutz im Ausland zu gewähren, bildeten sich später in zwischenstaatlichen Übereinkommen Asyle als Zufluchtsorte heraus. Der Stadtgründer Romulus öffnete die Stadt Rom als Asyl, „um weitere Einwohner zu gewinnen“ und nahm in Kauf, dass unter den Neubürgern auch zwielichtigen Gestalten waren. Der Historiker Livius sieht dies sogar positiv:

„Das war der erste Ansatz zu der beginnenden Größe.“

## ἄτομος ὕλη
ἄτομος ὕλη
átomos hylē
„unteilbare Materie“
Der Begriff Atom wurde vom Naturphilosophen Demokrit geprägt, der die Vermutung äußerte, dass die Welt aus unteilbaren Teilchen bestehe. Daneben gebe es nur leeren Raum. Alle Eigenschaften der Stoffe ließen sich auf die Abstoßung und Anziehung dieser kleinen Teilchen erklären. Diese Idee wurde jedoch von seinen Zeitgenossen abgelehnt, da man die Welt als etwas Göttliches ansah und so blieb seine Theorie fast zwei Jahrtausende lang unbeachtet.
Seine (und seines Lehrers Leukipp) Theorie war allerdings auch mit Fehlern behaftet. So seien die Atome unteilbar und wiesen bereits Eigenschaften der Materie auf, die aus ihnen aufgebaut ist: Glatte Gegenstände sollten also aus runden Atomen, raue aus eckigen Atomen aufgebaut sein. Welche Ideen von Leukipp und welche von Demokrit sind, ist allerdings nicht klar, da von Leukipp keine Schriften überliefert sind.
Die Idee, dass die Welt aus wenigen Elementen aufgebaut sein könnte, fand sich schon bei Thales von Milet („Alles ist Wasser“) und Anaximander von Milet (Apeiron als unsichtbarer Urstoff).
Demokrits philosophischer Kontrahent war vor allem Empedokles, der die Lehre von den vier Elementen Feuer, Erde, Luft und Wasser begründete. Wichtige Philosophen wie Platon und Aristoteles lehnten den Atomismus ab, denn sie hielten die Existenz eines leeren Raumes für unvorstellbar.
Siehe auch: „Ζῇ πῦρ τὸν γῆς θάνατον καὶ αὴρ ζῇ τὸν πυρὸς θάνατον, ὕδωρ ζῇ τὸν ἀέρος θάνατον, γῆ τὸν ὕδατος.“ („Es lebt das Feuer der Erde Tod und die Luft lebt Feuers Tod, das Wasser lebt der Luft Tod, die Erde den des Wassers.“)

## ἀτρεκές
τὸ δ’ ἀτρεκὲς ἐν βαθεῖ ἐστιν
to d’ atrekes en bathei estin
„Die Wahrheit liegt in der Tiefe“
Mit den Worten „Die Wahrheit liegt in der Tiefe“, also im Verborgenen, gibt Johannes Lydos resigniert an, dass keine der von ihm referierten unterschiedlichen und sich widersprechenden Theorien über die Gründe für die Nilschwelle sich als richtig erwiesen ist. Er bezeichnet diesen Satz ausdrücklich als logion („Spruch“), so dass wir damit also ein Sprichwort vor uns haben, das eine in der Philosophie (und wohl auch im Alltagsleben) vertretene Skepsis hinsichtlich der Erkennbarkeit der Wahrheit ausdrückt.

## Αὐτὸς ἔφα.
Αὐτὸς ἔφα.
Autós éphā.
„Er selbst hat es gesagt.“
Autos epha, lateinisch „Ipse dixit“ („Er selbst hat es gesagt.“) im Sinn von „Magister dixit“ („Der Meister hat es gesagt.“), ist ein Ausdruck, den die Schüler und Nachfolger des Pythagoras von Samos verwendeten und damit einen unumstößlichen Beweis zur Bestätigung der Wahrheit einer These zu erbringen glaubten. Diese Phrase wird auch zitiert in einem Scholion zu Aristophanes’ Komödie Die Wolken.

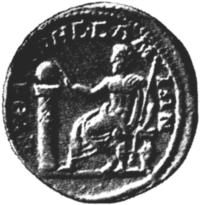
Pythagoras auf einer Münze

„Er selbst hat es gesagt“ galt bei Pythagoras’ Jüngern als unerschütterliches Argument im Streitgespräch, würgte alle Diskussionen ab und wurde zur klassischen Formel des blinden Autoritätsglaubens. Pythagoras verlangte von seinen Schülern neben einer hohen Intelligenz insbesondere einen introvertierten Charakter und führte – seinem Biografen Iamblichos zufolge – eine Art Persönlichkeitstest durch auf der Suche nach Schülern mit wendigem, aber nicht rebellierendem Geist, der bereitwillig seine Lehren aufnahm. Es war ihm wichtiger, dass sie schweigsam waren, als dass sie redeten; so hielt er Ausschau nach Schüchternheit als einem Kennzeichen der Introversion.
Den Superlativ αὐτότατος autótatos gebrauchte Aristophanes in seiner Komödie Plutos ironisch im Sinn von „höchstpersönlich“ oder „höchstleibhaftig“. Auch der lateinische Superlativ „ipsissimus“ wurde im gleichen komischen Sinn verwendet, z. B. von Plautus in seiner Komödie Trinummus.
Der US-amerikanische Buchautor Howard Bloom schreibt unter der Überschrift Erkenne dich selbst – Pythagoras, Subkulturen und der Psycho-Bio-Schaltkreis:

„Seine Anhänger stellten seine Anordnungen nicht in Frage, sondern zügelten ihren Willen mit einem Satz, der von Sklaven stammt: ‚autos epha ipse dixit‘, was gewöhnlich ‚er selbst hat es gesagt‘ übersetzt wird. In anderen Worten: ‚Es ist wahr, weil Pythagoras es gesagt hat.‘“